# Critérium du Dauphiné 2014
La 66e édition du Critérium du Dauphiné a lieu du 8 au 15 juin 2014. C'est la 16e épreuve du calendrier World Tour de l'année. Andrew Talansky (Garmin-Sharp) remporte le classement général, sa première victoire de ce niveau, en devançant Alberto Contador (Tinkoff-Saxo), porteur du maillot jaune et bleu de leader lors de la dernière étape, et Jurgen Van den Broeck (Lotto-Belisol). 4e du classement général, Wilco Kelderman (Belkin) termine meilleur jeune de la course. Vainqueur des 2 premières étapes et longtemps leader de la course, Christopher Froome (Sky) repart avec le maillot vert et Alessandro De Marchi (Cannondale) avec le maillot à pois. La formation Astana place 2 coureurs dans le Top 10 (Vincenzo Nibali 7e et Jakob Fuglsang 10e), plus Tanel Kangert à la 17e place, et s'adjuge le classement par équipe.

## Présentation

### Le retour des bonifications
Cette année, pour la première fois depuis la reprise en main de l'épreuve par ASO en 2010, il y aura des bonifications, aux arrivées des étapes (10, 6 et 4 secondes aux 3 premiers) mais pas aux sprints intermédiaires, contrairement à Paris-Nice par exemple. Christian Prudhomme explique ce choix par la volonté de faire en sorte « que le classement du contre-la-montre initial ne poursuive pas la course jusqu'au week-end final ».

### Parcours
Après un contre-la-montre inaugural de 10,4 km autour de Lyon, les coureurs disputent une étape qui arrive au col du Béal. La 3e étape est favorable aux sprinteurs, puis le final du lendemain est marqué par le Col de Manse et sa descente vers Gap. L'étape suivante est difficile, avant une étape propisce aux puncheurs. Lors du week-end final, 2 étapes de montagnes très différentes seront programmées. La 7e étape est longue de 160 km et se termine en Suisse par l'enchaînement de deux cols à forts pourcentages, le col de la Forclaz et la montée de Finhaut-Émosson. La dernière étape est courte (131 km), globalement moins difficile et les deux dernières ascensions sont moins pentues et un peu moins longues,. Pour Bernard Thévenet, directeur technique de la course, c'est un parcours « pour hommes forts », « avec pas mal d'arrivées au sommet, beaucoup de montagne et des étapes relativement courtes pour favoriser la récupération des coureurs ».

### Équipes
En tant qu'épreuve World Tour, toutes les équipes de la division participent à la course. L'organisateur Amaury Sport Organisation a communiqué la liste des équipes invitées le 28 janvier : Cofidis, IAM et NetApp-Endura, qui feront le prochain Tour de France, ce qui fera qu'il y aura une équipe de moins que d'ordinaire,. 21 équipes participent à ce Critérium du Dauphiné : 18 ProTeams et 3 équipes continentales professionnelles.
| ProTeams (18)- AG2R La Mondiale - Astana - Belkin - BMC Racing Team - Cannondale - Team Europcar - FDJ.fr - Garmin-Sharp - Giant-Shimano - Katusha - Lampre-Merida - Lotto-Belisol - Movistar Team - Omega Pharma-Quick Step - Orica-GreenEDGE - Sky - Tinkoff-Saxo - Trek Factory Racing Équipes continentales professionnelles (3)- Cofidis, Solutions Crédits - IAM Cycling - NetApp-Endura |
| |

### Primes
Les vingt prix sont attribués suivant le barème de l'UCI. Le total général des prix distribués est de 125 000 €.
| Position                        | 1er   | 2e   | 3e   | 4e   | 5e   | 6e   | 7e   | 8e  | 9e  | 10e-20e |
| Classement général              | 16000 | 8000 | 4000 | 2000 | 1600 | 1200 | 1200 | 800 | 800 | 400     |
| Par étape                       | 4000  | 2000 | 1000 | 500  | 400  | 300  | 300  | 200 | 200 | 100     |
| Classement par points           | 2000  |      |      |      |      |      |      |     |     |         |
| Classement du meilleur grimpeur | 2000  |      |      |      |      |      |      |     |     |         |
| Classement du meilleur jeune    | 1000  |      |      |      |      |      |      |     |     |         |

### Favoris
Le tenant du titre et vainqueur du Tour de France 2013, Christopher Froome (Sky) est favori à sa succession. Vainqueur en début de saison du Tour d'Oman et du Tour de Romandie, il finalisera sa préparation pour le Tour de France sur ce Dauphiné, entouré notamment par Richie Porte, 2e l'an passé, et Geraint Thomas, vainqueur du récent Tour de Bavière. Ses principaux adversaires seront Alberto Contador (Tinkoff-Saxo), gagnant de Tirreno-Adriatico et du Tour du Pays Basque et plusieurs fois sur le podium du Dauphiné pour aucune victoire finale, et Vincenzo Nibali (Astana), premier du Tour d'Italie 2013 et entouré par Jakob Fuglsang, 4e en 2013. L'épreuve sera également un test pour les équipes des deux premiers, tandis que Nibali doit rassurer après son début de saison plus discret que l'ordinaire. Tejay van Garderen (BMC Racing Team), Michał Kwiatkowski (Omega Pharma-Quick Step) et Andrew Talansky (Garmin-Sharp) seront aussi à surveiller de très près. Daniel Navarro (Cofidis), 5e du Dauphiné et 9e du Tour en 2013, Jean-Christophe Péraud, Romain Bardet (AG2R La Mondiale), Jurgen Van den Broeck (Lotto-Belisol), le 3e de l'année précédente Daniel Moreno, Simon Špilak (Katusha), 2e du Tour de Romandie et dans le Top 10 de Paris-Nice et du Tour du Pays Basque cette saison, Ryder Hesjedal (Garmin-Sharp), 9e du récent Giro, Wilco Kelderman (Belkin), 7e de l'épreuve italienne et maillot blanc en 2012, et Leopold König (NetApp-Endura) seront également présents.
Du côté des sprinteurs et autres chasseurs d'étape, on peut citer notamment Julien Simon (Cofidis), le vainqueur de Liège-Bastogne-Liège Simon Gerrans (Orica-GreenEDGE), Thomas Voeckler (Europcar), Tony Gallopin, Jürgen Roelandts (Lotto-Belisol), Sylvain Chavanel (IAM), Bob Jungels (Trek Factory Racing), Thor Hushovd, Greg Van Avermaet (BMC Racing), Gianni Meersman (Omega Pharma-Quick Step), Arnaud Démare, auteur de 6 victoires au mois de mai, le champion de France Arthur Vichot (FDJ.fr), Nikias Arndt (Giant-Shimano) et Jonathan Hivert (Belkin).

## Étapes
| Étape     | Date    | Villes étapes            | type                        | Distance (km) | Vainqueur d'étape  | Leader du classement général |
| --------- | ------- | ------------------------ | --------------------------- | ------------- | ------------------ | ---------------------------- |
| 1re étape | 8 juin  | Lyon – Lyon              | contre-la-montre individuel | 10,4          | Christopher Froome | Christopher Froome           |
| 2e étape  | 9 juin  | Tarare – col du Béal     | étape de montagne           | 156           | Christopher Froome | Christopher Froome           |
| 3e étape  | 10 juin | Ambert – Le Teil         | étape vallonnée             | 194           | Nikias Arndt       | Christopher Froome           |
| 4e étape  | 11 juin | Montélimar – Gap         | étape vallonnée             | 167,5         | Yury Trofimov      | Christopher Froome           |
| 5e étape  | 12 juin | Sisteron – La Mure       | étape de moyenne montagne   | 189,5         | Simon Špilak       | Christopher Froome           |
| 6e étape  | 13 juin | Grenoble – Poisy         | étape de plaine             | 178,5         | Jan Bakelants      | Christopher Froome           |
| 7e étape  | 14 juin | Ville-la-Grand – Émosson | étape de montagne           | 160           | Lieuwe Westra      | Alberto Contador             |
| 8e étape  | 15 juin | Megève – Courchevel      | étape de moyenne montagne   | 131,5         | Mikel Nieve        | Andrew Talansky              |

## Déroulement de la course

### 1reétape
Ce Critérium du Dauphiné débute par un contre-la-montre dans les rues de Lyon, long de 10,4 km. Au kilomètre 4.6, les coureurs franchiront le chrono intermédiaire, en haut de la montée de l'observance (0,8 km à 5,5 %), classée en 4e catégorie.
Christopher Froome (Sky) remporte l'étape, s'emparant ainsi des maillots jaune et vert, avec 8 secondes d'avance sur Alberto Contador (Tinkoff-Saxo) et 9 sur Bob Jungels (Trek Factory Racing), longtemps en tête du contre-la-montre et qui endosse le maillot blanc. Vincenzo Nibali (Astana) passe en tête au chrono intermédiaire et prend la tête du classement du meilleur grimpeur, avant de terminer 8e de l'étape à 13 secondes. Froome se dit « un peu surpris » de sa performance et trouve « super de ne pas à avoir à reprendre du temps », tandis que Jungels « [était] un peu dans l'inconnu » et est agréablement surpris par sa 3e place.
| \| Classement de l'étape \| Classement de l'étape \| Classement de l'étape \| Classement de l'étape \| Classement de l'étape \| \| Coureur \| Coureur \| Pays \| Équipe \| Temps \| \| --------------------- \| --------------------- \| --------------------- \| --------------------- \| --------------------- \| \| 1er \| Christopher Froome \| Royaume-Uni \| Team Sky \| 13 min 13 s \| \| 2e \| Alberto Contador \| Espagne \| Tinkoff-Saxo \| + 8 s \| \| 3e \| Bob Jungels \| Luxembourg \| Trek Factory Racing \| + 9 s \| \| 4e \| Andrew Talansky \| États-Unis \| Garmin-Sharp \| + 11 s \| \| 5e \| Wilco Kelderman \| Pays-Bas \| Belkin \| + 11 s \| \| 6e \| Lars Boom \| Pays-Bas \| Belkin \| + 12 s \| \| 7e \| Vasil Kiryienka \| Biélorussie \| Team Sky \| + 12 s \| \| 8e \| Vincenzo Nibali \| Italie \| Astana \| + 13 s \| \| 9e \| Tejay van Garderen \| États-Unis \| BMC Racing Team \| + 13 s \| \| 10e \| Matthias Brändle \| Autriche \| IAM Cycling \| + 13 s \| |                    |             |                     |             |
| |                    |             |                     |             |
| |                    |             |                     |             |
| Classement de l'étape |                    |             |                     |             |
| Coureur | Coureur            | Pays        | Équipe              | Temps       |
| 1er | Christopher Froome | Royaume-Uni | Team Sky            | 13 min 13 s |
| 2e | Alberto Contador   | Espagne     | Tinkoff-Saxo        | + 8 s       |
| 3e | Bob Jungels        | Luxembourg  | Trek Factory Racing | + 9 s       |
| 4e | Andrew Talansky    | États-Unis  | Garmin-Sharp        | + 11 s      |
| 5e | Wilco Kelderman    | Pays-Bas    | Belkin              | + 11 s      |
| 6e | Lars Boom          | Pays-Bas    | Belkin              | + 12 s      |
| 7e | Vasil Kiryienka    | Biélorussie | Team Sky            | + 12 s      |
| 8e | Vincenzo Nibali    | Italie      | Astana              | + 13 s      |
| 9e | Tejay van Garderen | États-Unis  | BMC Racing Team     | + 13 s      |
| 10e | Matthias Brändle   | Autriche    | IAM Cycling         | + 13 s      |

| \| Classement général \| Classement général \| Classement général \| Classement général \| Classement général \| \| Coureur \| Coureur \| Pays \| Équipe \| Temps \| \| ------------------ \| ------------------ \| ------------------ \| ------------------- \| ------------------ \| \| 1er \| Christopher Froome \| Royaume-Uni \| Team Sky \| 13 min 13 s \| \| 2e \| Alberto Contador \| Espagne \| Tinkoff-Saxo \| + 8 s \| \| 3e \| Bob Jungels \| Luxembourg \| Trek Factory Racing \| + 9 s \| \| 4e \| Andrew Talansky \| États-Unis \| Garmin-Sharp \| + 11 s \| \| 5e \| Wilco Kelderman \| Pays-Bas \| Belkin \| + 11 s \| \| 6e \| Lars Boom \| Pays-Bas \| Belkin \| + 12 s \| \| 7e \| Vasil Kiryienka \| Biélorussie \| Team Sky \| + 12 s \| \| 8e \| Vincenzo Nibali \| Italie \| Astana \| + 13 s \| \| 9e \| Tejay van Garderen \| États-Unis \| BMC Racing Team \| + 13 s \| \| 10e \| Matthias Brändle \| Autriche \| IAM Cycling \| + 13 s \| |                    |             |                     |             |
| |                    |             |                     |             |
| |                    |             |                     |             |
| Classement général |                    |             |                     |             |
| Coureur | Coureur            | Pays        | Équipe              | Temps       |
| 1er | Christopher Froome | Royaume-Uni | Team Sky            | 13 min 13 s |
| 2e | Alberto Contador   | Espagne     | Tinkoff-Saxo        | + 8 s       |
| 3e | Bob Jungels        | Luxembourg  | Trek Factory Racing | + 9 s       |
| 4e | Andrew Talansky    | États-Unis  | Garmin-Sharp        | + 11 s      |
| 5e | Wilco Kelderman    | Pays-Bas    | Belkin              | + 11 s      |
| 6e | Lars Boom          | Pays-Bas    | Belkin              | + 12 s      |
| 7e | Vasil Kiryienka    | Biélorussie | Team Sky            | + 12 s      |
| 8e | Vincenzo Nibali    | Italie      | Astana              | + 13 s      |
| 9e | Tejay van Garderen | États-Unis  | BMC Racing Team     | + 13 s      |
| 10e | Matthias Brändle   | Autriche    | IAM Cycling         | + 13 s      |

### 2eétape
L'étape débute par la côte de Saint-Marcel-l'Éclairé (5 km à 6,1 %), classé en 2e catégorie, la montée se prolongue un peu, ensuite la route descend et emprunte la côte d'Albigny (2,3 km à 5,5 %), classée en 4e catégorie et dont le sommet est au km 16,5. L'ascension se prolongue quelques kilomètres, puis le parcours est légèrement vallonné durant une vingtaine de kilomètres, descend jusqu'à Balbigny, au km 50.5, et est plat pendant plus de 30 kilomètres. Les coureurs grimpent alors le col de Bard (6,3 km à 5,3 %), une ascension de 2e catégorie dont le sommet est placé au km 90.5, continuent de monter, puis après un court replat passent par une autre ascension de 2e catégorie, le col de la Croix de l'Homme Mort (5,6 km à 5,6 %). Après le sommet (km 100,5) et la descente, ils font face à une montée de 3e catégorie dont le sommet est situé au km 115, le col des Pradeaux (7,3 km à 3,6 %). S'ensuivra une longue descente, une quinzaine de kilomètres de plats en passant par le sprint intermédiaire (km 130,5) et le col du Béal (13,6 km à 6,6 %). L'arrivée sera jugée en haut de cette ascension Hors catégorie, après 156 km de course depuis Tarare, à travers le Rhône, la Loire et le Puy-de-Dôme.
Kévin Réza (Europcar) s'échappe dès le premier kilomètre et franchit en tête le sommet de la côte de Saint-Marcel-l'Éclairé, 10 secondes devant Alessandro De Marchi (Cannondale), Alexis Gougeard (AG2R La Mondiale), Thomas Damuseau (Giant-Shimano) et Matthias Brändle (IAM), qui passent dans cet ordre, et avec 1 minute 05 d'avance sur David López (Sky) et le reste du peloton. Réza est rejoint quelques hectomètres plus loin par ses 4 poursuivants. Les échappés vont rapidement prendre du champ, tandis que Réza passe en tête la 2e ascension de la journée devant De Marchi et Damuseau : l'écart est de 4 minutes au kilomètre 19.
La formation Sky du leader Christopher Froome va contrôler l'écart, qui grimpe jusqu'à 5 minutes puis oscille autour des 4 minutes. Pendant ce temps-là, Kévin Réza devance Alessandro De Marchi et Thomas Damuseau au sommet des 2 montées répertoriées suivantes, puis Damuseau et De Marchi au col des Pradeaux. Brändle remporte ensuite le sprint intermédiaire. À 25 km de l'arrivée, une chute a lieu dans le peloton, avec notamment Rein Taaramäe (Cofidis), victime d'un incident mécanique, Mikaël Cherel (AG2R La Mondiale), William Bonnet (FDJ.fr) et Jérôme Cousin (Europcar), mais tout le monde va reprendre sa place dans le peloton. Le peloton va ensuite accélérer le rythme à l'approche de l'ascension finale, sous l'impulsion d'abord des FDJ.fr et des Sky, puis des AG2R La Mondiale, des NetApp-Endura, des Tinkoff-Saxo et des Cannondale. Les échappées n'ont plus que 2 minutes d'avance à 12 km de la ligne.
200 mètres plus loin, Thomas Damuseau attaque, Kévin Réza saute dans sa roue, puis Alessandro De Marchi contre et s'en va en solitaire. Dans le peloton, Geraint Thomas et Mikel Nieve (Sky) haussent le rythme et l'écart continue de fondre. Brändle puis Gougeard sont repris à moins de 10 km du but. De nombreux coureurs sont lâchés, dont Jean-Christophe Péraud (AG2R La Mondiale), Ryder Hesjedal (Garmin-Sharp), Michal Kwiatkowski (Omega Pharma-Quick Step) et le 3e du classement général et maillot blanc Bob Jungels (Trek Factory Racing). De Marchi, dernier rescapé de l'échappée matinale, est repris par un peloton d'une trentaine d'unités à 7,7 km de l'arrivée, 200 mètres plus loin Geraint Thomas lâche, laissant seul Mikel Nieve pour épauler Froome.
À 5,3 km du sommet, Nieve s'écarte et Christopher Froome accélère, suivi seulement par Alberto Contador (Tinkoff-Saxo). Froome en remet une couche, sans parvenir à décrocher son adversaire. Le duo est rejoint à 4 km de la ligne par le maillot à pois Vincenzo Nibali (Astana), Jurgen Van den Broeck (Lotto-Belisol) et Wilco Kelderman (Belkin), ce dernier contre immédiatement. Nibali lâche prise quelques hectomètres plus loin, peu avant que Kelderman soit rejoint. Il réattaque alors, contré par Van den Broeck, qui ne parvient pas à creuser l'écart. Andrew Talansky (Garmin-Sharp) et Vincenzo Nibali recollent à 2,5 km du but, Talansky tente de sortir en vain. Il prend alors les commandes du groupe. Kelderman puis Talansky attaquent dans l'avant-dernier kilomètre, mais Froome ramène tout le monde à chaque fois. Le maillot jaune attaque dans le dernier kilomètre, suivi par Contador et Kelderman. Van den Broeck revient avec Nibali dans sa roue, Talansky est juste derrière. Froome place un nouveau démarrage, suivi seulement par Contador et Kelderman. Ce dernier lâche un peu plus loin, Contador revient à la hauteur de Froome, qui lance le sprint et remporte l'étape, juste devant Contador et 4 secondes devant Kelderman. Van den Broeck termine à 10 secondes, Talansky à 12 et Nibali à 27. Michal Kwiatkowski perd 2 minutes 11, Tejay van Garderen (BMC Racing Team) 2 minutes 38, Ryder Hesjedal près de 4 minutes et Jean-Christophe Péraud près de 7 minutes. Christopher Froome conforte ainsi son maillot jaune et bleu et son maillot vert, il devance désormais au classement général Alberto Contador de 12 secondes et le nouveau maillot blanc Wilco Kelderman de 21. Avec 3 coureurs dans les 10 premiers du classement général, l'équipe Astana prend la tête du classement par équipe. Kévin Réza s'empare lui du maillot à pois.
| \| Classement de l'étape \| Classement de l'étape \| Classement de l'étape \| Classement de l'étape \| Classement de l'étape \| \| Coureur \| Coureur \| Pays \| Équipe \| Temps \| \| --------------------- \| --------------------- \| --------------------- \| -------------------------- \| --------------------- \| \| 1er \| Christopher Froome \| Royaume-Uni \| Team Sky \| 4 h 24 min 41 s \| \| 2e \| Alberto Contador \| Espagne \| Tinkoff-Saxo \| + 0 s \| \| 3e \| Wilco Kelderman \| Pays-Bas \| Belkin \| + 4 s \| \| 4e \| Jurgen Van den Broeck \| Belgique \| Lotto-Belisol \| + 10 s \| \| 5e \| Andrew Talansky \| États-Unis \| Garmin-Sharp \| + 12 s \| \| 6e \| Vincenzo Nibali \| Italie \| Astana \| + 27 s \| \| 7e \| Igor Antón \| Espagne \| Movistar Team \| + 40 s \| \| 8e \| Adam Yates \| Royaume-Uni \| Orica-GreenEDGE \| + 42 s \| \| 9e \| Sébastien Reichenbach \| Suisse \| IAM Cycling \| + 44 s \| \| 10e \| Daniel Navarro \| Espagne \| Cofidis, Solutions Crédits \| + 45 s \| |                       |             |                            |                 |
| |                       |             |                            |                 |
| |                       |             |                            |                 |
| Classement de l'étape |                       |             |                            |                 |
| Coureur | Coureur               | Pays        | Équipe                     | Temps           |
| 1er | Christopher Froome    | Royaume-Uni | Team Sky                   | 4 h 24 min 41 s |
| 2e | Alberto Contador      | Espagne     | Tinkoff-Saxo               | + 0 s           |
| 3e | Wilco Kelderman       | Pays-Bas    | Belkin                     | + 4 s           |
| 4e | Jurgen Van den Broeck | Belgique    | Lotto-Belisol              | + 10 s          |
| 5e | Andrew Talansky       | États-Unis  | Garmin-Sharp               | + 12 s          |
| 6e | Vincenzo Nibali       | Italie      | Astana                     | + 27 s          |
| 7e | Igor Antón            | Espagne     | Movistar Team              | + 40 s          |
| 8e | Adam Yates            | Royaume-Uni | Orica-GreenEDGE            | + 42 s          |
| 9e | Sébastien Reichenbach | Suisse      | IAM Cycling                | + 44 s          |
| 10e | Daniel Navarro        | Espagne     | Cofidis, Solutions Crédits | + 45 s          |

| \| Classement général \| Classement général \| Classement général \| Classement général \| Classement général \| \| Coureur \| Coureur \| Pays \| Équipe \| Temps \| \| ------------------ \| --------------------- \| ------------------ \| ------------------- \| ------------------ \| \| 1er \| Christopher Froome \| Royaume-Uni \| Team Sky \| 4 h 37 min 54 s \| \| 2e \| Alberto Contador \| Espagne \| Tinkoff-Saxo \| + 12 s \| \| 3e \| Wilco Kelderman \| Pays-Bas \| Belkin \| + 21 s \| \| 4e \| Andrew Talansky \| États-Unis \| Garmin-Sharp \| + 33 s \| \| 5e \| Jurgen Van den Broeck \| Belgique \| Lotto-Belisol \| + 35 s \| \| 6e \| Vincenzo Nibali \| Italie \| Astana \| + 50 s \| \| 7e \| Haimar Zubeldia \| Espagne \| Trek Factory Racing \| + 1 min 22 s \| \| 8e \| Jakob Fuglsang \| Danemark \| Astana \| + 1 min 22 s \| \| 9e \| Adam Yates \| Royaume-Uni \| Orica-GreenEDGE \| + 1 min 31 s \| \| 10e \| Tanel Kangert \| Estonie \| Astana \| + 1 min 35 s \| |                       |             |                     |                 |
| |                       |             |                     |                 |
| |                       |             |                     |                 |
| Classement général |                       |             |                     |                 |
| Coureur | Coureur               | Pays        | Équipe              | Temps           |
| 1er | Christopher Froome    | Royaume-Uni | Team Sky            | 4 h 37 min 54 s |
| 2e | Alberto Contador      | Espagne     | Tinkoff-Saxo        | + 12 s          |
| 3e | Wilco Kelderman       | Pays-Bas    | Belkin              | + 21 s          |
| 4e | Andrew Talansky       | États-Unis  | Garmin-Sharp        | + 33 s          |
| 5e | Jurgen Van den Broeck | Belgique    | Lotto-Belisol       | + 35 s          |
| 6e | Vincenzo Nibali       | Italie      | Astana              | + 50 s          |
| 7e | Haimar Zubeldia       | Espagne     | Trek Factory Racing | + 1 min 22 s    |
| 8e | Jakob Fuglsang        | Danemark    | Astana              | + 1 min 22 s    |
| 9e | Adam Yates            | Royaume-Uni | Orica-GreenEDGE     | + 1 min 31 s    |
| 10e | Tanel Kangert         | Estonie     | Astana              | + 1 min 35 s    |

### 3eétape
Après un début d'étape plutôt plat, le parcours emprunte la côte de Lavet (8,7 km à 4,4 %), classée en 2e catégorie et dont le sommet est au km 28.5, puis il est légèrement vallonné. S'ensuivra une assez longue descente, une montée non-répertoriée de près de 30 km, de longs faux plats descendants, une portion un peu vallonnée et une descente jusqu'à Nonières, au km 117,5. La route est ensuite vallonnée et passe par le col de la Mûre (3,8 km à 6,3 %), classé en 2e catégorie et dont le sommet est au km 148, avant de descendre jusqu'au sprint intermédiaire, situé au km 157. Le profil est ensuite plat jusqu'à la fin. L'arrivée est jugée à Le Teil, après 194 km de course depuis Ambert, à travers le Puy-de-Dôme, la Haute-Loire et l'Ardèche.
Blel Kadri (AG2R La Mondiale), Natnael Berhane (Europcar) et Cesare Benedetti (NetApp-Endura) s'échappent dès le premier kilomètre. L'échappée gagne très rapidement du terrain, en ayant 3 minutes 40 secondes d'avance au km 8. Berhane passe en tête au sommet de la côte de Lavet devant Benedetti et Kadri, tandis que dans le peloton le maillot à pois Kévin Réza (Europcar) va chercher les points de la 4e place devant Thomas Damuseau (Giant-Shimano) et son coéquipier Vincent Jérôme. Sous une chaleur élevée, les hommes de tête prennent jusqu'à 7 minutes 30 d'avance, au km 57.
L'équipe FDJ.fr va alors réduire rapidement l'écart à 2 minutes 10, avant de le laisser remonter à 3 minutes 15. Les Trek Factory Racing vont ensuite collaborer, alors que Jérôme Cousin (Europcar) abandonne. L'échappée voit son avantage dimuner progressivement, puis au km 129 une chute intervient au sein du peloton, impliquant notamment Giacomo Nizzolo (Trek Factory Racing), Leigh Howard (Orica-GreenEDGE), Filippo Pozzato (Lampre-Merida), Jérôme Coppel (Cofidis), Ramūnas Navardauskas (Garmin-Sharp) et Alessandro De Marchi (Cannondale). Nizzolo ne repart pas, avant d'être imité un peu plus loin par Coppel. Dans le col de la Mûre, plusieurs coureurs, notamment Thor Hushovd (BMC Racing Team), sont lâchés, puis Berhane passe en tête au sommet devant Benedetti et Kadri, avec 1 minute d'avance sur le peloton. Les FDJ.fr vont contrôler l'écart autour de cette marque et au sprint intermédiaire, remporté par Benedetti devant Berhane et Kadri, le peloton accuse un retard de 1 minute 05. L'écart va ensuite chuter à 40 secondes à 27 km de l'arrivée, les échappés sont repris un peu plus de 3 km plus loin.
La formation Sky va alors reprendre les commandes du peloton. À 20 km de la ligne, Jens Voigt (Trek Factory Racing) attaque, suivi par Andriy Grivko (Astana), Nicolas Edet (Cofidis), Imanol Erviti (Movistar) et Pim Ligthart (Lotto-Belisol). Le quintet est rejoint 3 km plus tard par Alexis Gougeard (AG2R la Mondiale), Kristjan Koren (Cannondale) et Elia Favilli (Lampre-Merida). Le groupe de tête parvient à faire grandir l'écart avec le peloton rapidement à 40 secondes. La poursuite est menée par les FDJ.fr, les Giant-Shimano et les Omega Pharma-Quick Step, puis les Katusha. L'écart est toujours de 27 secondes à 10 km du but, mais va rapidement diminuer ensuite. À 7 km de la ligne, Nicolas Edet attaque, suivi de Elia Favilli. Le duo matient une petite marge, tandis que le reste du groupe est repris 500 mètres plus loin, ils sont cependant revus à 5,8 km de la ligne. Lieuwe Westra (Astana) sort du peloton à 4 km de l'arrivée. Il est rejoint juste avant la flamme rouge. Nikias Arndt (Argos-Shimano) remporte l'étape au sprint de justesse face à Kris Boeckmans (Lotto-Belisol), son coéquipier Reinardt Janse van Rensburg complète le podium. Le favori de l'étape Arnaud Démare (FDJ.fr) perd la roue de son poisson-pilote dans le dernier kilomètre et ne peut faire mieux qu'une 8e place. Aucun changement n'est à signaler au classement général.
| \| Classement de l'étape \| Classement de l'étape \| Classement de l'étape \| Classement de l'étape \| Classement de l'étape \| \| Coureur \| Coureur \| Pays \| Équipe \| Temps \| \| --------------------- \| --------------------------- \| --------------------- \| ----------------------- \| --------------------- \| \| 1er \| Nikias Arndt \| Allemagne \| Giant-Shimano \| 5 h 30 min 03 s \| \| 2e \| Kris Boeckmans \| Belgique \| Lotto-Belisol \| + 0 s \| \| 3e \| Reinardt Janse van Rensburg \| Afrique du Sud \| Giant-Shimano \| + 0 s \| \| 4e \| Yannick Martinez \| France \| Team Europcar \| + 0 s \| \| 5e \| Davide Cimolai \| Italie \| Lampre-Merida \| + 0 s \| \| 6e \| Jens Keukeleire \| Belgique \| Orica-GreenEDGE \| + 0 s \| \| 7e \| Alexey Tsatevitch \| Russie \| Katusha \| + 0 s \| \| 8e \| Arnaud Démare \| France \| FDJ.fr \| + 0 s \| \| 9e \| Gianni Meersman \| Belgique \| Omega Pharma-Quick Step \| + 0 s \| \| 10e \| Marco Marcato \| Italie \| Cannondale \| + 0 s \| |                             |                |                         |                 |
| |                             |                |                         |                 |
| |                             |                |                         |                 |
| Classement de l'étape |                             |                |                         |                 |
| Coureur | Coureur                     | Pays           | Équipe                  | Temps           |
| 1er | Nikias Arndt                | Allemagne      | Giant-Shimano           | 5 h 30 min 03 s |
| 2e | Kris Boeckmans              | Belgique       | Lotto-Belisol           | + 0 s           |
| 3e | Reinardt Janse van Rensburg | Afrique du Sud | Giant-Shimano           | + 0 s           |
| 4e | Yannick Martinez            | France         | Team Europcar           | + 0 s           |
| 5e | Davide Cimolai              | Italie         | Lampre-Merida           | + 0 s           |
| 6e | Jens Keukeleire             | Belgique       | Orica-GreenEDGE         | + 0 s           |
| 7e | Alexey Tsatevitch           | Russie         | Katusha                 | + 0 s           |
| 8e | Arnaud Démare               | France         | FDJ.fr                  | + 0 s           |
| 9e | Gianni Meersman             | Belgique       | Omega Pharma-Quick Step | + 0 s           |
| 10e | Marco Marcato               | Italie         | Cannondale              | + 0 s           |

| \| Classement général \| Classement général \| Classement général \| Classement général \| Classement général \| \| Coureur \| Coureur \| Pays \| Équipe \| Temps \| \| ------------------ \| --------------------- \| ------------------ \| ------------------- \| ------------------ \| \| 1er \| Christopher Froome \| Royaume-Uni \| Team Sky \| 10 h 07 min 47 s \| \| 2e \| Alberto Contador \| Espagne \| Tinkoff-Saxo \| + 12 s \| \| 3e \| Wilco Kelderman \| Pays-Bas \| Belkin \| + 21 s \| \| 4e \| Andrew Talansky \| États-Unis \| Garmin-Sharp \| + 33 s \| \| 5e \| Jurgen Van den Broeck \| Belgique \| Lotto-Belisol \| + 35 s \| \| 6e \| Vincenzo Nibali \| Italie \| Astana \| + 50 s \| \| 7e \| Haimar Zubeldia \| Espagne \| Trek Factory Racing \| + 1 min 22 s \| \| 8e \| Jakob Fuglsang \| Danemark \| Astana \| + 1 min 22 s \| \| 9e \| Adam Yates \| Royaume-Uni \| Orica-GreenEDGE \| + 1 min 31 s \| \| 10e \| Tanel Kangert \| Estonie \| Astana \| + 1 min 35 s \| |                       |             |                     |                  |
| |                       |             |                     |                  |
| |                       |             |                     |                  |
| Classement général |                       |             |                     |                  |
| Coureur | Coureur               | Pays        | Équipe              | Temps            |
| 1er | Christopher Froome    | Royaume-Uni | Team Sky            | 10 h 07 min 47 s |
| 2e | Alberto Contador      | Espagne     | Tinkoff-Saxo        | + 12 s           |
| 3e | Wilco Kelderman       | Pays-Bas    | Belkin              | + 21 s           |
| 4e | Andrew Talansky       | États-Unis  | Garmin-Sharp        | + 33 s           |
| 5e | Jurgen Van den Broeck | Belgique    | Lotto-Belisol       | + 35 s           |
| 6e | Vincenzo Nibali       | Italie      | Astana              | + 50 s           |
| 7e | Haimar Zubeldia       | Espagne     | Trek Factory Racing | + 1 min 22 s     |
| 8e | Jakob Fuglsang        | Danemark    | Astana              | + 1 min 22 s     |
| 9e | Adam Yates            | Royaume-Uni | Orica-GreenEDGE     | + 1 min 31 s     |
| 10e | Tanel Kangert         | Estonie     | Astana              | + 1 min 35 s     |

### 4eétape
Après une quarantaine de kilomètres vallonnées, la route s'élève progressivement pendant environ 50 kilomètres, en passant notamment par la côte de Rosans (1,5 km à 3,6 %), classé en 4e catégorie et dont le sommet est situé au km 80,5. S'ensuivra une dizaine de kilomètres de faux plats descendants, puis une longue séquence en faux plat montant, durant laquelle les coureurs disputeront le sprint intermédiaire (km 121,5), et une descente. Le parcours emprunte ensuite le col de Manse (9,6 km à 5,2 %), classé en 2e catégorie et dont le sommet est au km 155, avant de plonger vers l'arrivée à Gap, jugée après 167,5 km de course depuis Montélimar, à travers la Drôme et les Hautes-Alpes.
Alors que Beñat Intxausti (Movistar), Thor Hushovd (BMC Racing Team) et Daan Olivier (Giant-Shimano) sont non-partants, le début d'étape est rapide, ce qui empêche toute tentative d'échappée. Lieuwe Westra (Astana) est le premier à attaquer, mais il est repris au km 13. Un groupe de 9 va ensuite s'échapper, avec notamment Sylvain Chavanel (IAM), Michal Kwiatkowski (Omega Pharma-Quick Step) et Arthur Vichot (FDJ.fr), mais ne fera pas long feu, étant repris au km 20. Un kilomètre plus loin, Andriy Grivko (Astana), Christian Meier (Orica-GreenEDGE), Imanol Erviti (Movistar), Maxime Bouet (AG2R La Mondiale), Romain Sicard (Europcar), Pim Ligthart (Lotto-Belisol), Gustav Larsson (IAM), Damiano Caruso (Cannondale), Bob Jungels (Trek Factory Racing), Peter Velits (BMC Racing Team), Yury Trofimov (Katusha), Jan Bakelants (Omega Pharma-Quick Step) et Lars Petter Nordhaug (Belkin) sortent à leur tour, et cette fois c'est plus efficace, puisqu'au km 25 le groupe possède déjà 2 minutes 15 secondes d'avance.
Tandis que Lachlan Morton (Garmin-Sharp) abandonne et que Vincent Jérôme (Europcar) chute au km 30, l'avance du groupe de tête se stabilise autour de 4 minutes, permettant ainsi à Maxime Bouet, le mieux classé de l'échappée au classement général à 2 minutes 43, de devenir maillot jaune virtuel. L'écart augmente jusqu'à 4 minutes 50, au km 60, avant que les NetApp-Endura enclenchent la poursuite. Les hommes de tête voient leur avance diminuer rapidement, elle est de 4 minutes 10 au km 70, avant d'osciller autour de 4 minutes. Bakelants devance au sommet de la côte de Rosans Jungels et Grivko, puis Gianni Meersman (Omega Pharma-Quick Step) abandonne au ravitaillement. Au sprint intermédiaire, remporté par Bakelants devant Meier et Grivko, l'écart est de 4 minutes 05. Tandis que le maillot jaune et bleu Christopher Froome (Sky) crève à 33 km de l'arrivée avant de reprendre sa place, les Tinkoff-Saxo puis les Sky prennent les commandes du peloton.
Les hommes de tête abordent le col de Manse avec moins de 3 minutes d'avance. Damiano Caruso attaque à 21 km de l'arrivée, suivi par Peter Velits et Maxime Bouet, mais l'échappée se reforme quelques hectomètres plus loin. À 18,7 km de la ligne, tandis que l'écart est passé sous les 2 minutes, Thomas Voeckler (Europcar) attaque, suivi par Tony Gallopin (Lotto-Belisol) puis Lieuwe Westra. Le trio est rapidement repris, c'est ensuite Christophe Le Mével (Cofidis) qui sort du peloton. À 2 km du sommet, Yury Trofimov part en solitaire. À 15 km de l'arrivée, Trofimov possède 30 secondes d'avance sur ses poursuivants et 2 minutes 40 sur le peloton, dont sort Ryder Hesjedal (Garmin-Sharp) et qui reprend Le Mével. Luis Ángel Maté (Cofidis) attaque quelques hectomètres plus loin, en vain. C'est ensuite Tejay van Garderen (BMC Racing Team) qui s'extirpe du peloton, suivi par quelques coureurs dont Jean-Christophe Péraud et Romain Bardet (AG2R La Mondiale). Van Garderen et Bardet rejoignent quelques hectomètres plus tard Hesjedal, avec 15 secondes d'avance sur le peloton. Au col, Trofimov passe en tête avec 33 secondes d'avance sur Bakelants, Velits puis le reste du groupe des poursuivants.
Malgré une petite frayeur dans un virage, Trofimov maintient une avance d'une trentaine de secondes d'avance sur ses poursuivants. Jungels et Erviti chutent dans la descente. Hesjedal, Bardet et Van Garderen creusent l'écart sur le peloton et reprennent quelques coureurs lâchés de l'échappée. Yury Trofimov s'impose en solitaire, avec 23 secondes d'avance sur Gustav Larsson et 25 sur Pim Ligthart. Le groupe Hesjedal termine à 1 minute 31, le groupe maillot jaune à 2 minutes 10. Christopher Froome conserve donc ses maillots jaune et vert, avec 12 secondes d'avance sur Alberto Contador (Tinkoff-Saxo) et 21 sur le maillot blanc Wilco Kelderman (Belkin). Maxime Bouet, 6e de l'étape à 28 secondes, remonte à la 7e place du classement général.
| \| Classement de l'étape \| Classement de l'étape \| Classement de l'étape \| Classement de l'étape \| Classement de l'étape \| \| Coureur \| Coureur \| Pays \| Équipe \| Temps \| \| --------------------- \| --------------------- \| --------------------- \| ----------------------- \| --------------------- \| \| 1er \| Yury Trofimov \| Russie \| Katusha \| 3 h 59 min 22 s \| \| 2e \| Gustav Larsson \| Suède \| IAM Cycling \| + 23 s \| \| 3e \| Pim Ligthart \| Pays-Bas \| Lotto-Belisol \| + 25 s \| \| 4e \| Lars Petter Nordhaug \| Norvège \| Belkin \| + 28 s \| \| 5e \| Peter Velits \| Slovaquie \| BMC Racing Team \| + 28 s \| \| 6e \| Maxime Bouet \| France \| AG2R La Mondiale \| + 28 s \| \| 7e \| Jan Bakelants \| Belgique \| Omega Pharma-Quick Step \| + 28 s \| \| 8e \| Damiano Caruso \| Italie \| Cannondale \| + 28 s \| \| 9e \| Andriy Grivko \| Ukraine \| Astana \| + 1 min 31 s \| \| 10e \| Ryder Hesjedal \| Canada \| Garmin-Sharp \| + 1 min 31 s \| |                      |           |                         |                 |
| |                      |           |                         |                 |
| |                      |           |                         |                 |
| Classement de l'étape |                      |           |                         |                 |
| Coureur | Coureur              | Pays      | Équipe                  | Temps           |
| 1er | Yury Trofimov        | Russie    | Katusha                 | 3 h 59 min 22 s |
| 2e | Gustav Larsson       | Suède     | IAM Cycling             | + 23 s          |
| 3e | Pim Ligthart         | Pays-Bas  | Lotto-Belisol           | + 25 s          |
| 4e | Lars Petter Nordhaug | Norvège   | Belkin                  | + 28 s          |
| 5e | Peter Velits         | Slovaquie | BMC Racing Team         | + 28 s          |
| 6e | Maxime Bouet         | France    | AG2R La Mondiale        | + 28 s          |
| 7e | Jan Bakelants        | Belgique  | Omega Pharma-Quick Step | + 28 s          |
| 8e | Damiano Caruso       | Italie    | Cannondale              | + 28 s          |
| 9e | Andriy Grivko        | Ukraine   | Astana                  | + 1 min 31 s    |
| 10e | Ryder Hesjedal       | Canada    | Garmin-Sharp            | + 1 min 31 s    |

| \| Classement général \| Classement général \| Classement général \| Classement général \| Classement général \| \| Coureur \| Coureur \| Pays \| Équipe \| Temps \| \| ------------------ \| --------------------- \| ------------------ \| ------------------- \| ------------------ \| \| 1er \| Christopher Froome \| Royaume-Uni \| Team Sky \| 14 h 09 min 19 s \| \| 2e \| Alberto Contador \| Espagne \| Tinkoff-Saxo \| + 12 s \| \| 3e \| Wilco Kelderman \| Pays-Bas \| Belkin \| + 21 s \| \| 4e \| Andrew Talansky \| États-Unis \| Garmin-Sharp \| + 33 s \| \| 5e \| Jurgen Van den Broeck \| Belgique \| Lotto-Belisol \| + 35 s \| \| 6e \| Vincenzo Nibali \| Italie \| Astana \| + 50 s \| \| 7e \| Maxime Bouet \| France \| AG2R La Mondiale \| + 1 min 01 s \| \| 8e \| Haimar Zubeldia \| Espagne \| Trek Factory Racing \| + 1 min 22 s \| \| 9e \| Jakob Fuglsang \| Danemark \| Astana \| + 1 min 22 s \| \| 10e \| Adam Yates \| Royaume-Uni \| Orica-GreenEDGE \| + 1 min 31 s \| |                       |             |                     |                  |
| |                       |             |                     |                  |
| |                       |             |                     |                  |
| Classement général |                       |             |                     |                  |
| Coureur | Coureur               | Pays        | Équipe              | Temps            |
| 1er | Christopher Froome    | Royaume-Uni | Team Sky            | 14 h 09 min 19 s |
| 2e | Alberto Contador      | Espagne     | Tinkoff-Saxo        | + 12 s           |
| 3e | Wilco Kelderman       | Pays-Bas    | Belkin              | + 21 s           |
| 4e | Andrew Talansky       | États-Unis  | Garmin-Sharp        | + 33 s           |
| 5e | Jurgen Van den Broeck | Belgique    | Lotto-Belisol       | + 35 s           |
| 6e | Vincenzo Nibali       | Italie      | Astana              | + 50 s           |
| 7e | Maxime Bouet          | France      | AG2R La Mondiale    | + 1 min 01 s     |
| 8e | Haimar Zubeldia       | Espagne     | Trek Factory Racing | + 1 min 22 s     |
| 9e | Jakob Fuglsang        | Danemark    | Astana              | + 1 min 22 s     |
| 10e | Adam Yates            | Royaume-Uni | Orica-GreenEDGE     | + 1 min 31 s     |

### 5eétape
Après une quarantaine de kilomètres de plat et une vingtaine de faux plats montants, la route emprunte le col de Manse (6,6 km à 6,2 %), classé en 2e catégorie et dont le sommet est placé au km 68.5, et une longue descente relativement peu pentue. Après le sommet, au km 100, de la côte de Motty (2,3 km à 8,1 %), classée en 3e catégorie, le parcours est vallonné puis passe par la côte du Pont-Haut (2,7 km à 7,4 %), classée en 3e catégorie et dont le sommet est au km 125,5. Les coureurs disputent ensuite le sprint intermédiaire au km 128, lors du premier passage sur la ligne d'arrivée, passent par une montée se terminant au km 135 par le col de Malissol (2 km à 8,8 %), classé en 3e catégorie. Après la descente, une ascension d'une dizaine de kilomètres se conclut au km 149,5 par le col de La Morte (3,1 km à 8,4 %), classé en 2e catégorie. S'ensuivra une longue descente et la côte de Laffrey (6,3 km à 6,2 %), dont le sommet est au km 169. Cette ascension de 2e catégorie se prolonge un peu et après une brève descente et une courte montée non-répertoriée, le final est descendant. La présence d'un faux plat montant à partir de la flamme rouge, durant environ 400 mètres, est à signaler. L'arrivée est jugée à La Mure, après 189,5 km de course depuis Sisteron, à travers les Alpes-de-Haute-Provence, les Hautes-Alpes et l'Isère.
Le début d'étape est rapide, avec de nombreuses attaques, notamment un groupe de 14 coureurs au km 11, sans succès. Au km 14, une chute a lieu dans le peloton : Jérôme Pineau (IAM) et Hayden Roulston (Trek Factory Racing) abandonnent, Sylvain Chavanel (IAM) et José Iván Gutiérrez (Movistar) entre autres vont aussi à terre, sans gravité. Les coureurs retardés reprennent leur place dans le peloton, qui va reprendre un rythme élevé. 44,2 km ont ainsi été parcourus durant la première de course.
Au km 44, Dmitriy Gruzdev (Astana), Daryl Impey (Orica-GreenEDGE), Blel Kadri (AG2R La Mondiale), Stig Broeckx (Lotto-Belisol), Damiano Caruso, Alessandro De Marchi (Cannondale), Simon Špilak (Katusha), Michał Gołaś (Omega Pharma-Quick Step) et Dries Devenyns (Giant-Shimano) s'échappent, tandis que Luca Wackermann (Lampre-Merida) est un temps intercalé. Les Europcar du maillot à pois Kévin Réza, ensuite avec les NetApp-Endura, ne laissent pas les hommes de tête prendre le large. Ces derniers abordent le col de Manse avec 1 minute d'avance. Tandis que de nombreux coureurs sont lâchés du peloton, De Marchi et Špilak distancent leurs compagnons. Mikaël Cherel (AG2R La Mondiale), Thomas Voeckler, Romain Sicard (Europcar), Egor Silin (Katusha) et Jan Bakelants (Omega Pharma-Quick Step) sortent du peloton dans la montée. À 1 km du sommet, Špilak a 15 secondes d'avance sur ses poursuivants mais est repris, on a alors 14 hommes en tête. De Marchi franchit le sommet en tête devant Caruso et Impey. Špilak part en solitaire dans la descente, avant d'être rejoint par Daryl Impey, Blel Kadri, Damiano Caruso, Alessandro De Marchi, Egor Silin et Dries Devenyns, ainsi que Darwin Atapuma (BMC Racing Team), Stefan Denifl (IAM) et Bartosz Huzarski (NetApp-Endura). Cyril Gautier (Europcar) et Jan Bakelants ont quelques secondes de retard, puis sont rejoints par Christophe Le Mével (Cofidis), Mikaël Cherel, Bart De Clercq (Lotto-Belisol) et le champion de France Arthur Vichot (FDJ.fr). Les 6 poursuivants reviennent sur les 10 hommes de tête au km 81, le peloton est pointé à 3 minutes 15. Jens Voigt (Trek Factory Racing) rejoint l'échappée 6 km plus loin, alors que l'écart est de 3 minutes 30.
La formation Sky contrôle l'écart ensuite autour des 3 minutes, le mieux classé des échappées, De Clercq, ayant 2 minutes 47 secondes de retard au classement général. Dans l'échappée, De Marchi passe en tête de la côte de Motty, devant De Clercq et Denifl, prenant ainsi la tête du classement du meilleur grimpeur, avant de faire de même au sommet de l'ascension suivante, cette fois-ci devant Caruso et Huzarski. L'écart est de 3 minutes 10 au sprint intermédiaire, remporté par De Clercq devant Huzarski et Silin. De Marchi devance Caruso et Denifl au col de Malissol. Dans le col de La Morte, Devenyns est lâché puis De Marchi et Caruso se détachent.
L'équipe Tinkoff-Saxo réduit l'écart dans la descente. Cherel et Le Mével faussent compagnie au groupe de tête dans la descente, tandis que Giovanni Visconti (Movistar) et Ryder Hesjedal (Garmin-Sharp) attaquent, en vain. Sérgio Paulinho (Tinkoff-Saxo) et Enrique Sanz (Movistar) sortent du peloton, puis c'est au tour d'Alberto Contador (Tinkoff-Saxo) à 30 km de l'arrivée, suivi de Guillaume Bonnafond (AG2R La Mondiale). Les 2 duos se rejoignent, puis Cherel distance Le Mével à 25 km de la ligne. Le groupe Contador parvient à prendre 1 minute d'avance sur le groupe maillot jaune. Contador part en solitaire dès les premières pentes de la côte de Laffrey, reprend petit à petit les lâchés de l'échappée et grignote une vingtaine de secondes supplémentaire sur le groupe maillot jaune. À 22,5 km du but, Cherel est repris par De Clercq, Špilak, Bakelants, Atapuma, Caruso et Silin. Au sommet, Simon Špilak possède une petite avance sur De Clercq, Atapuma, Huzarski, Silin, Bakelants, Caruso, De Marchi et Denifl, et 1 minute sur le groupe Contador. Le groupe maillot jaune, mené par Richie Porte et Mikel Nieve (Sky), n'a plus que 18 secondes de retard sur Contador.
Le groupe Contador est repris par le groupe maillot jaune à 19 km de l'arrivée, Tanel Kangert (Astana) contre immédiatement mais est repris quelques hectomètres plus loin. À 14 km de l'arrivée, l'homme de tête possède 45 secondes d'avance sur les poursuivants et 1 minute 20 sur le groupe maillot jaune. Les poursuivants perdent ensuite encore du terrain, et à 11 km de l'arrivée Špilak a 58 secondes d'avance sur le groupe de poursuivant et 1 minutes 21 sur le groupe maillot jaune, dans lequel Daniel Navarro (Cofidis) attaque, suivi par Sébastien Reichenbach (IAM) et Jakob Fuglsang (Astana). Romain Bardet (AG2R La Mondiale) sort lui aussi quelques hectomètres plus tard et les 4 coureurs rejoignent le groupe de poursuivant à 10 km de l'arrivée. À 8 km du but, Špilak a 1 minute d'avance sur le peloton maillot jaune, qui a repris les poursuivants. Les attaques se succèdent, puis Adam Yates (Orica-GreenEDGE) parvient à s'extirper du groupe à 4 km de la ligne, rejoint par Wilco Kelderman (Belkin). Le duo maintient un avantage de quelques secondes sur le groupe maillot jaune, composé d'une trentaine d'unité et mené par Christopher Froome (Sky). Vincenzo Nibali (Astana) attaque, en vain, puis c'est Jurgen Van den Broeck (Lotto-Belisol) qui fait l'effort. Nieve prend les commandes du groupe peu avant la flamme rouge. Simon Špilak s'impose finalement avec 14 secondes d'avance sur Wilco Kelderman et Adam Yates, 17 sur le groupe maillot jaune, réglé par Daryl Impey. Kelderman conforte ainsi son maillot blanc et revient à hauteur d'Alberto Contador au classement général, à 12 secondes de Christopher Froome. Maxime Bouet (AG2R La Mondiale), 44e de l'étape à 4 minutes 25, sort du Top 10, au profit notamment de Tanel Kangert, qui retrouve la 10e place. Contador explique après l'étape avoir simplement saisi une opportunité, son attaque n'était pas préméditée, tandis que Froome souligne le travail de ses équipiers. Le maillot jaune estime également que « soit [Contador] n'a pas beaucoup confiance en la fin de semaine, soit il se sent très bien et est confiant, et il est capable d'attaquer n'importe où » et qu'il fallait revenir sur Kelderman car « tous les coureurs en tête du général sont des rivaux ». Le maillot blanc est quant à lui satisfait de voir que « c'est possible d'attaquer Froome et Contador ».
| \| Classement de l'étape \| Classement de l'étape \| Classement de l'étape \| Classement de l'étape \| Classement de l'étape \| \| Coureur \| Coureur \| Pays \| Équipe \| Temps \| \| --------------------- \| --------------------- \| --------------------- \| --------------------- \| --------------------- \| \| 1er \| Simon Špilak \| Slovénie \| Katusha \| 4 h 51 min 24 s \| \| 2e \| Wilco Kelderman \| Pays-Bas \| Belkin \| + 14 s \| \| 3e \| Adam Yates \| Royaume-Uni \| Orica-GreenEDGE \| + 14 s \| \| 4e \| Daryl Impey \| Afrique du Sud \| Orica-GreenEDGE \| + 17 s \| \| 5e \| Romain Bardet \| France \| AG2R La Mondiale \| + 17 s \| \| 6e \| Daniel Moreno \| Espagne \| Katusha \| + 17 s \| \| 7e \| Tanel Kangert \| Estonie \| Astana \| + 17 s \| \| 8e \| Damiano Caruso \| Italie \| Cannondale \| + 17 s \| \| 9e \| Arthur Vichot \| France \| FDJ.fr \| + 17 s \| \| 10e \| Leopold König \| Tchéquie \| NetApp-Endura \| + 17 s \| |                 |                |                  |                 |
| |                 |                |                  |                 |
| |                 |                |                  |                 |
| Classement de l'étape |                 |                |                  |                 |
| Coureur | Coureur         | Pays           | Équipe           | Temps           |
| 1er | Simon Špilak    | Slovénie       | Katusha          | 4 h 51 min 24 s |
| 2e | Wilco Kelderman | Pays-Bas       | Belkin           | + 14 s          |
| 3e | Adam Yates      | Royaume-Uni    | Orica-GreenEDGE  | + 14 s          |
| 4e | Daryl Impey     | Afrique du Sud | Orica-GreenEDGE  | + 17 s          |
| 5e | Romain Bardet   | France         | AG2R La Mondiale | + 17 s          |
| 6e | Daniel Moreno   | Espagne        | Katusha          | + 17 s          |
| 7e | Tanel Kangert   | Estonie        | Astana           | + 17 s          |
| 8e | Damiano Caruso  | Italie         | Cannondale       | + 17 s          |
| 9e | Arthur Vichot   | France         | FDJ.fr           | + 17 s          |
| 10e | Leopold König   | Tchéquie       | NetApp-Endura    | + 17 s          |

| \| Classement général \| Classement général \| Classement général \| Classement général \| Classement général \| \| Coureur \| Coureur \| Pays \| Équipe \| Temps \| \| ------------------ \| --------------------- \| ------------------ \| ------------------- \| ------------------ \| \| 1er \| Christopher Froome \| Royaume-Uni \| Team Sky \| 19 h 01 min 00 s \| \| 2e \| Alberto Contador \| Espagne \| Tinkoff-Saxo \| + 12 s \| \| 3e \| Wilco Kelderman \| Pays-Bas \| Belkin \| + 12 s \| \| 4e \| Andrew Talansky \| États-Unis \| Garmin-Sharp \| + 33 s \| \| 5e \| Jurgen Van den Broeck \| Belgique \| Lotto-Belisol \| + 35 s \| \| 6e \| Vincenzo Nibali \| Italie \| Astana \| + 50 s \| \| 7e \| Haimar Zubeldia \| Espagne \| Trek Factory Racing \| + 1 min 22 s \| \| 8e \| Jakob Fuglsang \| Danemark \| Astana \| + 1 min 22 s \| \| 9e \| Adam Yates \| Royaume-Uni \| Orica-GreenEDGE \| + 1 min 24 s \| \| 10e \| Tanel Kangert \| Estonie \| Astana \| + 1 min 35 s \| |                       |             |                     |                  |
| |                       |             |                     |                  |
| |                       |             |                     |                  |
| Classement général |                       |             |                     |                  |
| Coureur | Coureur               | Pays        | Équipe              | Temps            |
| 1er | Christopher Froome    | Royaume-Uni | Team Sky            | 19 h 01 min 00 s |
| 2e | Alberto Contador      | Espagne     | Tinkoff-Saxo        | + 12 s           |
| 3e | Wilco Kelderman       | Pays-Bas    | Belkin              | + 12 s           |
| 4e | Andrew Talansky       | États-Unis  | Garmin-Sharp        | + 33 s           |
| 5e | Jurgen Van den Broeck | Belgique    | Lotto-Belisol       | + 35 s           |
| 6e | Vincenzo Nibali       | Italie      | Astana              | + 50 s           |
| 7e | Haimar Zubeldia       | Espagne     | Trek Factory Racing | + 1 min 22 s     |
| 8e | Jakob Fuglsang        | Danemark    | Astana              | + 1 min 22 s     |
| 9e | Adam Yates            | Royaume-Uni | Orica-GreenEDGE     | + 1 min 24 s     |
| 10e | Tanel Kangert         | Estonie     | Astana              | + 1 min 35 s     |

### 6eétape
Les 20 premiers kilomètres sont plutôt plats, les 80 suivants sont assez vallonnés, avec notamment la côte de Bétaz (1,5 km à 4,4 %), classée en 4e catégorie et dont le sommet est au km 89,5. Le parcours est ensuite plutôt plat, jusqu'au sprint intermédiaire (km 149,5). Le final est vallonné, avec notamment 2 ascensions de 4e catégorie : la côte de Marcellaz-Albanais (4,6 km à 4,1 %) et la côte de Ronzy (1,7 km à 6,3 %), dont les sommets sont situés respectivement au km 159 et 171. La dernière montée non-répertoriée se termine juste avant la flamme rouge et comprend un passage à 15 %, à 2 kilomètres de la ligne. L'arrivée est jugée à Poisy, après 178,5 km de course depuis Grenoble, à travers l'Isère, la Savoie, l'Ain et la Haute-Savoie.
Un groupe de 5 coureurs se détache au km 7, mais il sera repris un peu plus loin. Tandis que de nombreuses attaques secouent le peloton, en vain, Stefan Denifl (IAM) abandonne. Au km 29, Lieuwe Westra (Astana) s'échappe et est rejoint en plusieurs temps par Sérgio Paulinho (Tinkoff-Saxo), Jean-Christophe Péraud (AG2R La Mondiale), Pim Ligthart (Lotto-Belisol), Aleksejs Saramotins (IAM), Maciej Bodnar (Cannondale), Jens Voigt (Trek Factory Racing), Jan Bakelants, Zdeněk Štybar (Omega Pharma-Quick Step), Thomas Damuseau (Giant-Shimano), Valerio Conti (Lampre-Marida), Bram Tankink (Belkin) et Cesare Benedetti (NetApp-Endura), puis par Julien Simon (Cofidis), Jens Keukeleire (Orica-GreenEDGE) et Imanol Erviti (Movistar). L'échappée parvient à rapidement prendre du champ, ayant une avance de 3 minutes 40 secondes au km 39.
La formation Sky laisse l'écart grandir jusqu'à près de 6 minutes, au km 70, avant de le contrôler un peu au-dessus des 5 minutes. Pendant ce temps-là, Damuseau passe en tête au sommet de la première ascension du jour, devant Bakelants et Conti. L'équipe FDJ.fr enclenche la poursuite à 32 km de l'arrivée, faisant ainsi chuter l'écart à 4 minutes 15 à 25 km de l'arrivée. Bakelants remporte le sprint intermédiaire devant Stybar et Damuseau.
À 21,3 km de l'arrivée, alors que l'écart est passé à 3 minutes 45 et que les coureurs de l'équipe Katusha sont en tête du peloton, Pim Ligthart attaque, suivi de Lieuwe Westra. Jan Bakelants revient sur le duo à 20 km de la ligne. Ligthart franchit en tête au sommet devant Westra et Bakelants, avec 10 secondes d'avance sur les poursuivants et 3 minutes 25 d'avance sur le peloton, de nouveau mené par les Sky. L'avance du trio de tête grandit avec le groupe de poursuivant et se stabilise avec le peloton. Imanol Erviti sort du groupe de poursuivant, suivi par Keukeleire puis les autres membres du groupe. L'écart grandit ensuite, il est de 38 secondes à 10 km de l'arrivée, alors que Péraud est victime d'une incident mécanique. Conti attaque un peu plus loin, en vain. À 8,4 km du but, Westra attaque, suivi seulement par Bakelants. Dans le peloton, le leader Christopher Froome (Sky) chute, mais reprend sa place un peu plus loin, à la faveur d'une temporisation du peloton. Bakelants passe en tête au sommet de la côte de Ronzy, où Ligthart pointe à 15 secondes. Le duo possède 25 secondes d'avance sur Ligthart à 5 km de l'arrivée. Les Tinkoff-Saxo prennent ensuite les rênes du peloton. Westra attaque à un peu moins de 2 km de la ligne, sans succès. Derrière, Péraud revient sur Stybar et Conti, puis le trio reprend Ligthart, juste avant que le reste du groupe ne fasse de même. Lieuwe Westra lance le sprint à 300 mètres de la ligne, mais Jan Bakelants le dépasse 200 mètres plus loin et s'impose lors d'une fin de sprint près des barrières. Stybar règle le sprint pour la 3e place, à 24 secondes. Le peloton termine à 3 minutes 55. Avant le week-end final montagneux, Christopher Froome est toujours en tête de la course, malgré des attaques de ses rivaux et sa chute, et dispose 12 secondes d'avance sur Alberto Contador (Tinkoff-Saxo) et le maillot blanc Wilco Kelderman (Belkin), 33 sur Andrew Talansky (Garmin-Sharp), 35 sur Jurgen Van den Broeck (Lotto-Belisol) et 50 sur Vincenzo Nibali (Astana).
| \| Classement de l'étape \| Classement de l'étape \| Classement de l'étape \| Classement de l'étape \| Classement de l'étape \| \| Coureur \| Coureur \| Pays \| Équipe \| Temps \| \| --------------------- \| --------------------- \| --------------------- \| -------------------------- \| --------------------- \| \| 1er \| Jan Bakelants \| Belgique \| Omega Pharma-Quick Step \| 4 h 07 min 20 s \| \| 2e \| Lieuwe Westra \| Pays-Bas \| Astana \| + 0 s \| \| 3e \| Zdeněk Štybar \| Tchéquie \| Omega Pharma-Quick Step \| + 24 s \| \| 4e \| Pim Ligthart \| Pays-Bas \| Lotto-Belisol \| + 24 s \| \| 5e \| Jens Keukeleire \| Belgique \| Orica-GreenEDGE \| + 24 s \| \| 6e \| Jens Voigt \| Allemagne \| Trek Factory Racing \| + 24 s \| \| 7e \| Maciej Bodnar \| Pologne \| Cannondale \| + 24 s \| \| 8e \| Bram Tankink \| Pays-Bas \| Belkin \| + 24 s \| \| 9e \| Valerio Conti \| Italie \| Lampre-Merida \| + 24 s \| \| 10e \| Julien Simon \| France \| Cofidis, Solutions Crédits \| + 24 s \| |                 |           |                            |                 |
| |                 |           |                            |                 |
| |                 |           |                            |                 |
| Classement de l'étape |                 |           |                            |                 |
| Coureur | Coureur         | Pays      | Équipe                     | Temps           |
| 1er | Jan Bakelants   | Belgique  | Omega Pharma-Quick Step    | 4 h 07 min 20 s |
| 2e | Lieuwe Westra   | Pays-Bas  | Astana                     | + 0 s           |
| 3e | Zdeněk Štybar   | Tchéquie  | Omega Pharma-Quick Step    | + 24 s          |
| 4e | Pim Ligthart    | Pays-Bas  | Lotto-Belisol              | + 24 s          |
| 5e | Jens Keukeleire | Belgique  | Orica-GreenEDGE            | + 24 s          |
| 6e | Jens Voigt      | Allemagne | Trek Factory Racing        | + 24 s          |
| 7e | Maciej Bodnar   | Pologne   | Cannondale                 | + 24 s          |
| 8e | Bram Tankink    | Pays-Bas  | Belkin                     | + 24 s          |
| 9e | Valerio Conti   | Italie    | Lampre-Merida              | + 24 s          |
| 10e | Julien Simon    | France    | Cofidis, Solutions Crédits | + 24 s          |

| \| Classement général \| Classement général \| Classement général \| Classement général \| Classement général \| \| Coureur \| Coureur \| Pays \| Équipe \| Temps \| \| ------------------ \| --------------------- \| ------------------ \| ------------------- \| ------------------ \| \| 1er \| Christopher Froome \| Royaume-Uni \| Team Sky \| 23 h 12 min 15 s \| \| 2e \| Alberto Contador \| Espagne \| Tinkoff-Saxo \| + 12 s \| \| 3e \| Wilco Kelderman \| Pays-Bas \| Belkin \| + 12 s \| \| 4e \| Andrew Talansky \| États-Unis \| Garmin-Sharp \| + 33 s \| \| 5e \| Jurgen Van den Broeck \| Belgique \| Lotto-Belisol \| + 35 s \| \| 6e \| Vincenzo Nibali \| Italie \| Astana \| + 50 s \| \| 7e \| Haimar Zubeldia \| Espagne \| Trek Factory Racing \| + 1 min 22 s \| \| 8e \| Jakob Fuglsang \| Danemark \| Astana \| + 1 min 22 s \| \| 9e \| Adam Yates \| Royaume-Uni \| Orica-GreenEDGE \| + 1 min 24 s \| \| 10e \| Tanel Kangert \| Estonie \| Astana \| + 1 min 35 s \| |                       |             |                     |                  |
| |                       |             |                     |                  |
| |                       |             |                     |                  |
| Classement général |                       |             |                     |                  |
| Coureur | Coureur               | Pays        | Équipe              | Temps            |
| 1er | Christopher Froome    | Royaume-Uni | Team Sky            | 23 h 12 min 15 s |
| 2e | Alberto Contador      | Espagne     | Tinkoff-Saxo        | + 12 s           |
| 3e | Wilco Kelderman       | Pays-Bas    | Belkin              | + 12 s           |
| 4e | Andrew Talansky       | États-Unis  | Garmin-Sharp        | + 33 s           |
| 5e | Jurgen Van den Broeck | Belgique    | Lotto-Belisol       | + 35 s           |
| 6e | Vincenzo Nibali       | Italie      | Astana              | + 50 s           |
| 7e | Haimar Zubeldia       | Espagne     | Trek Factory Racing | + 1 min 22 s     |
| 8e | Jakob Fuglsang        | Danemark    | Astana              | + 1 min 22 s     |
| 9e | Adam Yates            | Royaume-Uni | Orica-GreenEDGE     | + 1 min 24 s     |
| 10e | Tanel Kangert         | Estonie     | Astana              | + 1 min 35 s     |

### 7eétape
Le début de l'étape est plat, puis la route passe par la côte des Gets (10,3 km à 4,9 %), classée en 2e catégorie et dont le sommet est au km 34, une longue portion de faux plats descendant et le col du Corbier (7,5 km à 7,5 %), classé en 1re catégorie et dont le sommet est placé au km 64. Le parcours emprunte ensuite la descente, une montée et le Pas de Morgins (6 km à 5,7 %), classé en 2e catégorie. Une fois le sommet et la frontière franchis (km 88,5), s'ensuivra une longue descente puis du plat jusqu'au sprint intermédiaire à Martigny (km 128). Les coureurs enchaînent alors deux ascensions Hors-catégorie, à savoir le régulier col de la Forclaz (12,6 km à 8,2 %), dont le sommet est situé au km 142, et la montée de Finhaut-Émosson (10,2 km à 8 %, avec des pentes allant jusqu'à 17 %). L'arrivée est jugée au sommet de cette dernière montée, après 160 km de course depuis Ville-la-Grand, à travers la Haute-Savoie en France et les districts de Monthey, Saint-Maurice et Martigny en Suisse.
De nombreux coureurs attaquent dans le début d'étape, notamment le maillot à pois Alessandro De Marchi (Cannondale), Sylvain Chavanel (IAM) et Julian Alaphilippe (Omega Pharma-Quick Step). Dans la côte des Gets, au km 30, Lieuwe Westra (Astana) s'échappe, suivi par Egor Silin (Katusha). Le duo est rejoint ensuite par Rein Taaramäe (Cofidis), Ryder Hesjedal (Garmin-Sharp) et Julian Alaphilippe. Taaramäe est distancé, tandis que Tony Gallopin (Lotto-Belisol) et Yury Trofimov (Katusha) rejoignent le groupe de tête. Trofimov franchit le sommet en tête devant Westra et Silin. Au km 52, Giovanni Visconti (Movistar), Blel Kadri (AG2R La Mondiale), Cyril Gautier (Europcar), Matthias Brändle (IAM), Alessandro De Marchi, Greg Van Avermaet (BMC Racing Team), Lars Boom (Belkin) et Daniel Schorn (NetApp-Endura) se joignent à l'échappée, qui possède alors 4 minutes 20 secondes d'avance sur le peloton.
L'écart monte à 5 minutes 25 au km 60, puis le maillot à pois devance Brändle et Silin, puis Brändle et Van Avermaet, au sommet des 2 ascensions suivantes. L'échappée parvient à prendre jusqu'à 7 minutes 45, au km 113, puis les Tinkoff-Saxo enclenchent la poursuite. L'écart va alors chuter rapidement, tandis que Brändle remporte le sprint intermédiaire devant Schorn et Boom, le peloton n'a plus que 6 minutes de retard au pied du col de la Forclaz.
Ryder Hesjedal prend les commandes de l'échappée, Daniel Schorn, Matthias Brändle et Alessandro De Marchi sont lâchés, ce dernier va néanmoins revenir à 25 km de l'arrivée. À 22 km de l'arrivée, tandis que le peloton, mené par la formation Sky, a réduit l'écart à 5 minutes, Trofimov attaque, suivi par Hesjedal et Gallopin, puis Silin et Westra. Il place un nouveau démarrage et à 2 km du sommet il possède 20 secondes d'avance sur ses 4 poursuivants. Trofimov passe en tête au sommet avec 10 secondes d'avance sur Silin, sorti dans le dernier kilomètre d'ascension, 45 sur Westra et Hesjedal, 50 sur Gallopin et au moins 1 minute 15 sur les autres poursuivants. Dans le peloton, les Tinkoff-Saxo et Vincenzo Nibali (Astana) accélèrent dans la descente, sans succès, l'équipe Sky reprend alors les commandes du peloton. Silin rejoint son coéquipier au pied de la montée finale, le trio de poursuivant est alors pointé à 35 secondes, le peloton à 6 minutes.
Les coureurs de Sky accélèrent le rythme du peloton, de nombreux coureurs sont ainsi lâchés, notamment Kenny Elissonde (FDJ.fr) et le 10e du classement Tanel Kangert (Astana). Haimar Zubeldia (Trek Factory Racing), Tejay van Garderen (BMC Racing Team) puis Jakob Fuglsang (Astana) sont également distancés. Igor Antón (Movistar) attaque à 5 km du but mais est repris un peu plus loin. À moins de 2,5 km de la ligne, le duo de tête possède 2 minutes 50 secondes d'avance sur le groupe maillot jaune, composé de Mikel Nieve, Richie Porte, Christopher Froome (Sky), Alberto Contador (Tinkoff-Saxo), Vincenzo Nibali (Astana), Jurgen Van den Broeck (Lotto-Belisol), Andrew Talansky (Garmin-Sharp), Sébastien Reichenbach (IAM), le maillot blanc Wilco Kelderman (Belkin), Leopold König (NetApp-Endura) et Romain Bardet (AG2R la Mondiale). Westra se rapproche ensuite à une quinzaine de secondes du duo de tête. Contador attaque à 2 km du sommet, c'est Richie Porte qui assume la poursuite, suivi seulement par Froome, Nibali, Hesjedal et Talansky. Lieuwe Westra reprend les hommes de tête à 200 mètres de la ligne et s'impose avec 7 secondes d'avance sur Yury Trofimov et 16 sur Egor Silin. Contador termine 4e à 1 minutes 33 et devance de 18 secondes Talansky, 2 secondes de plus Hesjedal et Froome. Nibali se classe à 2 minutes 11, Van den Broeck à 2 minutes 24 et le maillot blanc à 2 minutes 32. Christophe Froome perd son maillot jaune et bleu au profit d'Alberto Contador, qui le devance de 8 secondes. Andrew Talansky monte sur la 3e marche du podium, à 39 secondes.
| \| Classement de l'étape \| Classement de l'étape \| Classement de l'étape \| Classement de l'étape \| Classement de l'étape \| \| Coureur \| Coureur \| Pays \| Équipe \| Temps \| \| --------------------- \| --------------------- \| --------------------- \| --------------------- \| --------------------- \| \| 1er \| Lieuwe Westra \| Pays-Bas \| Astana \| 4 h 32 min 51 s \| \| 2e \| Yury Trofimov \| Russie \| Katusha \| + 7 s \| \| 3e \| Egor Silin \| Russie \| Katusha \| + 16 s \| \| 4e \| Alberto Contador \| Espagne \| Tinkoff-Saxo \| + 1 min 33 s \| \| 5e \| Andrew Talansky \| États-Unis \| Garmin-Sharp \| + 1 min 51 s \| \| 6e \| Ryder Hesjedal \| Canada \| Garmin-Sharp \| + 1 min 53 s \| \| 7e \| Christopher Froome \| Royaume-Uni \| Team Sky \| + 1 min 53 s \| \| 8e \| Vincenzo Nibali \| Italie \| Astana \| + 2 min 11 s \| \| 9e \| Romain Bardet \| France \| AG2R La Mondiale \| + 2 min 16 s \| \| 10e \| Sébastien Reichenbach \| Suisse \| IAM Cycling \| + 2 min 16 s \| |                       |             |                  |                 |
| |                       |             |                  |                 |
| |                       |             |                  |                 |
| Classement de l'étape |                       |             |                  |                 |
| Coureur | Coureur               | Pays        | Équipe           | Temps           |
| 1er | Lieuwe Westra         | Pays-Bas    | Astana           | 4 h 32 min 51 s |
| 2e | Yury Trofimov         | Russie      | Katusha          | + 7 s           |
| 3e | Egor Silin            | Russie      | Katusha          | + 16 s          |
| 4e | Alberto Contador      | Espagne     | Tinkoff-Saxo     | + 1 min 33 s    |
| 5e | Andrew Talansky       | États-Unis  | Garmin-Sharp     | + 1 min 51 s    |
| 6e | Ryder Hesjedal        | Canada      | Garmin-Sharp     | + 1 min 53 s    |
| 7e | Christopher Froome    | Royaume-Uni | Team Sky         | + 1 min 53 s    |
| 8e | Vincenzo Nibali       | Italie      | Astana           | + 2 min 11 s    |
| 9e | Romain Bardet         | France      | AG2R La Mondiale | + 2 min 16 s    |
| 10e | Sébastien Reichenbach | Suisse      | IAM Cycling      | + 2 min 16 s    |

| \| Classement général \| Classement général \| Classement général \| Classement général \| Classement général \| \| Coureur \| Coureur \| Pays \| Équipe \| Temps \| \| ------------------ \| --------------------- \| ------------------ \| ------------------ \| ------------------ \| \| 1er \| Alberto Contador \| Espagne \| Tinkoff-Saxo \| 27 h 46 min 51 s \| \| 2e \| Christopher Froome \| Royaume-Uni \| Team Sky \| + 8 s \| \| 3e \| Andrew Talansky \| États-Unis \| Garmin-Sharp \| + 39 s \| \| 4e \| Wilco Kelderman \| Pays-Bas \| Belkin \| + 59 s \| \| 5e \| Jurgen Van den Broeck \| Belgique \| Lotto-Belisol \| + 1 min 14 s \| \| 6e \| Vincenzo Nibali \| Italie \| Astana \| + 1 min 16 s \| \| 7e \| Romain Bardet \| France \| AG2R La Mondiale \| + 2 min 11 s \| \| 8e \| Sébastien Reichenbach \| Suisse \| IAM Cycling \| + 2 min 14 s \| \| 9e \| Jakob Fuglsang \| Danemark \| Astana \| + 2 min 50 s \| \| 10e \| Adam Yates \| Royaume-Uni \| Orica-GreenEDGE \| + 2 min 52 s \| |                       |             |                  |                  |
| |                       |             |                  |                  |
| |                       |             |                  |                  |
| Classement général |                       |             |                  |                  |
| Coureur | Coureur               | Pays        | Équipe           | Temps            |
| 1er | Alberto Contador      | Espagne     | Tinkoff-Saxo     | 27 h 46 min 51 s |
| 2e | Christopher Froome    | Royaume-Uni | Team Sky         | + 8 s            |
| 3e | Andrew Talansky       | États-Unis  | Garmin-Sharp     | + 39 s           |
| 4e | Wilco Kelderman       | Pays-Bas    | Belkin           | + 59 s           |
| 5e | Jurgen Van den Broeck | Belgique    | Lotto-Belisol    | + 1 min 14 s     |
| 6e | Vincenzo Nibali       | Italie      | Astana           | + 1 min 16 s     |
| 7e | Romain Bardet         | France      | AG2R La Mondiale | + 2 min 11 s     |
| 8e | Sébastien Reichenbach | Suisse      | IAM Cycling      | + 2 min 14 s     |
| 9e | Jakob Fuglsang        | Danemark    | Astana           | + 2 min 50 s     |
| 10e | Adam Yates            | Royaume-Uni | Orica-GreenEDGE  | + 2 min 52 s     |

### 8eétape
Après un début en descente, l'étape passe par la côte de Domancy (2,5 km à 9,6 %), classée en 2e catégorie et dont le sommet est au km 16.5, puis la montée se prolongue durant 7 km, jusqu'à Mégève. S'ensuivra 10 km de faux plats descendants et le col des Saisies (13,4 km à 5,2 %), classé en 1re catégorie, avant une descente puis une portion en faux plats descendants, jusqu'à Albertville, au km 78. Le parcours emprunte ensuite une trentaine de kilomètres plutôt plats, en passant par le sprint intermédiaire (km 86). Ce Critérium du Dauphiné se termine l'enchaînement de 2 ascensions de 1re catégorie : l'irrégulière côte de Montagny (8 km à 6,5 %), dont le sommet est placé au km 115.5, et la montée régulière vers Courchevel Le Praz (5,9 km à 6,2 %) à Courchevel, en haut de laquelle sera jugée l'arrivée, après 131,5 km de course depuis Megève, à travers la Haute-Savoie et la Savoie.
Sylvain Chavanel (IAM) attaque dès le début de l'étape, mais il est rapidement repris. Il s'échappe de nouveau au km 7, suivi par Julian Alaphilippe (Omega Pharma-Quick Step), Johannes Fröhlinger (Giant-Shimano) et Elia Favilli (Lampre-Merida). Le quatuor est repris 5 km plus loin. De nombreux coureurs tentent de sortir, mais le peloton franchit groupé le sommet de la côte de Domancy,  Tejay van Garderen (BMC Racing Team) passe en tête devant Romain Bardet (AG2R La Mondiale) et Rein Taaramäe (Astana). Après une vingtaine de kilomètres de course, une échappée de 23 coureurs va se former, avec en son sein David Lopez, Mikel Nieve, Richie Porte (Team Sky), Tanel Kangert, Lieuwe Westra (Astana), Daniel Navarro, Yoann Bagot (Cofidis), Adam Yates (Orica-GreenEDGE), Igor Anton, John Gadret (Movistar), Romain Bardet, Alexis Gougeard, Jean-Christophe Péraud (AG2R La Mondiale), Thomas Voeckler (Europcar), Jurgen Van den Broeck, Tony Gallopin (Lotto-Belisol), Kristjan Koren (Cannondale), Tejay Van Garderen, Yury Trofimov (Team Katusha), Ryder Hesjedal, Andrew Talansky (Garmin-Sharp), Elia Favilli et Bartosz Huzarski (NetApp-Endura). Parmi ces coureurs, on retrouve 3 membres du Top 10 du classement général au départ de l'étape : Talansky, Van den Broeck et Bardet, respectivement 3e, 5e et 7e du classement. Le groupe de tête va rapidement creuser l'écart sur le peloton, il possède 2 minutes 10 secondes d'avance au km 30 et 3 minutes 20 au pied du col des Saisies.
Dans l'ascension, l'attaque du maillot vert Christopher Froome (Team Sky) va faire exploser le peloton. Il est accompagné par ses équipiers Vasil Kiryienka, Danny Pate et Geraint Thomas, ainsi que par le maillot jaune et bleu Alberto Contador (Tinkoff-Saxo), Vincenzo Nibali, Jakob Fuglsang (Astana), Luis Ángel Maté (Cofidis), Mikaël Cherel, Ben Gastauer (AG2R La Mondiale), Sébastien Reichenbach (IAM), Darwin Atapuma (BMC Racing Team), Daniel Moreno (Team Katusha), Jan Bakelants (Omega Pharma-Quick Step), le maillot blanc Wilco Kelderman, Martijn Keizer (Belkin) et Leopold König (NetApp-Endura). Koren franchit en tête le sommet, devant Gougeard et Hesjedal, le groupe maillot jaune passe 2 minutes 35 secondes. Dans la descente, Gallopin et Voeckler prennent 20 secondes sur le reste du groupe mais sont revus quelques kilomètres plus loin, alors que Porte et Westra se relèvent pour aider leurs leaders présents dans le groupe maillot jaune, dont le retard a augmenté à 2 minutes 50 secondes.
Au km 73, les échappés ont une avance de 2 minutes 10 sur le groupe maillot jaune et 3 minutes 40 sur le peloton. L'avance des hommes de tête diminue à 1 minute 45 lors du sprint intermédiaire, remporté par Gallopin devant Bagot et Voeckler. Au km 93, l'écart est passé à 1 minute 25 secondes avec le groupe maillot jaune et 4 minutes 30 secondes avec le peloton. Alors que l'écart est légèrement supérieur à la minute, Richie Porte attaque à 32 km de l'arrivée, suivi par Jan Bakelants. Le duo rejoint David Lopez, qui s'est laissé décroché du groupe du tête. Le trio est cependant repris un peu plus loin, alors que le retard du groupe maillot jaune est remonté à 1 minute 17. Geraint Thomas contre, avec Christopher Froome dans sa roue, mais le maillot jaune ramène le groupe rapidement.
Le maillot vert en remet une couche, en vain. Vincenzo Nibali profite d'un léger moment de flottement pour attaquer à son tour, rejoint quelques hectomètres plus loin par le maillot blanc et Jakob Fuglsang. Dans la côte de Montagny, l'échappée se reduit à 11 coureurs, à savoir Nieve, Navarro, Yates, Gadret, Bardet, Péraud, Van Garderen, Van den Broeck, Talansky, Trofimov et Voeckler. A 23,3 km de l'arrivée, les hommes de tête ont 1 minute 8 secondes d'avance sur le groupe maillot blanc, qui a repris quelques éléments de l'échappée, et 2 minutes 21 sur le groupe maillot jaune. Le groupe de tête va augmenter son avance sur le groupe maillot jaune à 2 minutes 38 à 22,5 km de la ligne, moment choisi par Alberto Contador pour attaquer. Un kilomètre plus loin, le groupe de tête possède 1 minute 06 d'avance sur le groupe maillot blanc, 2 minutes 34 sur Contador et 2 minutes 52 sur le groupe maillot vert. A 17 km du but, le groupe de tête, qui ne comporte plus Péraud, Trofimov et Voeckler à la suite d'une attaque de Bardet un peu plus tôt, a perdu du terrain : l'écart n'est plus que de 48 secondes avec le groupe maillot blanc, 1 minute 25 avec Alberto Contador et 2 minutes 32 sur Froome, accompagné notamment par deux équipiers. Talansky devance Van den Broeck et Bardet au sommet, Contador et König passent avec 1 minute 16 de retard, le groupe maillot vert avec plus de 2 minutes 50. Les écarts bougent peu dans la descente.
A 4,4 km de l'arrivée, les 8 hommes de tête possèdent 10 secondes d'avance sur Kelderman, Nibali et Voeckler, 1 minute 04 sur le groupe maillot jaune et plus de 3 minutes sur le groupe maillot vert. Un peu plus loin, Contador, qui n'est de nouveau plus suivi que par König, fait passer son retard sous la barre de la minute. Mikel Nieve attaque à 3,5 km du sommet. Le maillot blanc distance ses adversaires quelques hectomètres plus loin. A 1,5 km de la ligne, Nieve possède 56 secondes d'avance sur Alberto Contador, qui reprend et distance Vincenzo Nibali. L'homme de tête dispose à la flamme rouge de 15 secondes d'avance sur le groupe Talansky, qui a perdu Navarro et Gadret, et 59 sur le maillot jaune. Van Garderen attaque, rejoint puis distancé par Yates et Bardet, avant d'être rejoint par Talansky et Van den Broeck. Derrière, Contador reprend Fuglsang. Mikel Nieve remporte l'étape, avec 3 secondes d'avance sur Adam Yates, 5 sur Romain Bardet, 9 sur Andrew Talansky et Jurgen Van den Broeck, 15 sur Tejay Van Garderen. Wilco Kelderman est 7e à 32 secondes, Alberto Contador 10e à 1 minute 15, Vincenzo Nibali 14e à 1 minute 44 et Christopher Froome 20e à 5 minutes 05. Ainsi, Talansky s'adjuge son premier Critérium du Dauphiné, avec une marge de 27 secondes sur Contador, 35 sur Van den Broeck, 43 sur le meilleur jeune Kelderman et 1 minute 20 sur Bardet. Froome sort du Top 10 mais conserve la tête du classement par points. Le classement du meilleur grimpeur revient à Alessandro De Marchi (Cannondale) et la formation Astana, avec notamment 3 coureurs dans les 20 premiers du classement général (Nibali 7e, Fuglsang 10e et Kangert 17e), est la meilleure équipe.
| \| Classement de l'étape \| Classement de l'étape \| Classement de l'étape \| Classement de l'étape \| Classement de l'étape \| \| Coureur \| Coureur \| Pays \| Équipe \| Temps \| \| --------------------- \| --------------------- \| --------------------- \| -------------------------- \| --------------------- \| \| 1er \| Mikel Nieve \| Espagne \| Team Sky \| 3 h 20 min 29 s \| \| 2e \| Romain Bardet \| France \| AG2R La Mondiale \| + 3 s \| \| 3e \| Adam Yates \| Royaume-Uni \| Orica-GreenEDGE \| + 5 s \| \| 4e \| Andrew Talansky \| États-Unis \| Garmin-Sharp \| + 9 s \| \| 5e \| Jurgen Van den Broeck \| Belgique \| Lotto-Belisol \| + 9 s \| \| 6e \| Tejay van Garderen \| États-Unis \| BMC Racing Team \| + 15 s \| \| 7e \| Wilco Kelderman \| Pays-Bas \| Belkin \| + 32 s \| \| 8e \| John Gadret \| France \| Movistar Team \| + 36 s \| \| 9e \| Daniel Navarro \| Espagne \| Cofidis, Solutions Crédits \| + 41 s \| \| 10e \| Alberto Contador \| Espagne \| Tinkoff-Saxo \| + 1 min 15 s \| |                       |             |                            |                 |
| |                       |             |                            |                 |
| |                       |             |                            |                 |
| Classement de l'étape |                       |             |                            |                 |
| Coureur | Coureur               | Pays        | Équipe                     | Temps           |
| 1er | Mikel Nieve           | Espagne     | Team Sky                   | 3 h 20 min 29 s |
| 2e | Romain Bardet         | France      | AG2R La Mondiale           | + 3 s           |
| 3e | Adam Yates            | Royaume-Uni | Orica-GreenEDGE            | + 5 s           |
| 4e | Andrew Talansky       | États-Unis  | Garmin-Sharp               | + 9 s           |
| 5e | Jurgen Van den Broeck | Belgique    | Lotto-Belisol              | + 9 s           |
| 6e | Tejay van Garderen    | États-Unis  | BMC Racing Team            | + 15 s          |
| 7e | Wilco Kelderman       | Pays-Bas    | Belkin                     | + 32 s          |
| 8e | John Gadret           | France      | Movistar Team              | + 36 s          |
| 9e | Daniel Navarro        | Espagne     | Cofidis, Solutions Crédits | + 41 s          |
| 10e | Alberto Contador      | Espagne     | Tinkoff-Saxo               | + 1 min 15 s    |

## Classements finals

### Classement général
|    | Cycliste              | Pays        | Équipe           |    | Temps            |
| -- | --------------------- | ----------- | ---------------- | -- | ---------------- |
| 1  | Andrew Talansky       | États-Unis  | Garmin-Sharp     | en | 31 h 08 min 08 s |
| 2  | Alberto Contador      | Espagne     | Tinkoff-Saxo     | +  | 27 s             |
| 3  | Jurgen Van den Broeck | Belgique    | Lotto-Belisol    |    | 35 s             |
| 4  | Wilco Kelderman       | Pays-Bas    | Belkin           |    | 43 s             |
| 5  | Romain Bardet         | France      | AG2R La Mondiale |    | 1 min 20 s       |
| 6  | Adam Yates            | Royaume-Uni | Orica-GreenEDGE  |    | 2 min 05 s       |
| 7  | Vincenzo Nibali       | Italie      | Astana           |    | 2 min 12 s       |
| 8  | Mikel Nieve           | Espagne     | Sky              |    | 2 min 59 s       |
| 9  | Daniel Navarro        | Espagne     | Cofidis          |    | 3 min 04 s       |
| 10 | Jakob Fuglsang        | Danemark    | Astana           |    | 3 min 17 s       |

### Classements annexes
|   | Cycliste           | Équipe       | Points |
| - | ------------------ | ------------ | ------ |
| 1 | Christopher Froome | Sky          | 34     |
| 2 | Alberto Contador   | Tinkoff-Saxo | 33     |
| 3 | Wilco Kelderman    | Belkin       | 32     |

|   | Cycliste             | Équipe     | Points |
| - | -------------------- | ---------- | ------ |
| 1 | Alessandro De Marchi | Cannondale | 102    |
| 2 | Egor Silin           | Katusha    | 64     |
| 3 | Lieuwe Westra        | Astana     | 61     |

|   | Cycliste        | Équipe           |    | Temps            |
| - | --------------- | ---------------- | -- | ---------------- |
| 1 | Wilco Kelderman | Belkin           | en | 31 h 08 min 51 s |
| 2 | Romain Bardet   | AG2R La Mondiale | +  | 37 s             |
| 3 | Adam Yates      | Orica-GreenEDGE  |    | 1 min 22 s       |

|   | Équipe           | Pays        |    | Temps            |
| - | ---------------- | ----------- | -- | ---------------- |
| 1 | Astana           | Kazakhstan  | en | 93 h 29 min 36 s |
| 2 | Sky              | Royaume-Uni | +  | 18 min 26 s      |
| 3 | AG2R La Mondiale | France      |    | 32 min 50 s      |

### UCI World Tour
Ce Critérium du Dauphiné attribue des points pour l'UCI World Tour 2014, seulement aux coureurs des équipes ayant un label ProTeam.
| Position           | 1er | 2e | 3e | 4e | 5e | 6e | 7e | 8e | 9e | 10e |
| Classement général | 100 | 80 | 70 | 60 | 50 | 40 | 30 | 20 | 10 | 4   |
| Par étape          | 6   | 4  | 2  | 1  | 1  |    |    |    |    |     |

| #  | Coureur               | Équipe           | Points |
| -- | --------------------- | ---------------- | ------ |
| 1  | Andrew Talansky       | Garmin-Sharp     | 104    |
| 2  | Alberto Contador      | Tinkoff-Saxo     | 89     |
| 3  | Jurgen Van den Broeck | Lotto-Belisol    | 72     |
| 4  | Wilco Kelderman       | Belkin           | 67     |
| 5  | Romain Bardet         | AG2R La Mondiale | 55     |
| 6  | Adam Yates            | Orica-GreenEDGE  | 44     |
| 7  | Vincenzo Nibali       | Astana           | 30     |
| 8  | Mikel Nieve           | Sky              | 26     |
| 9  | Christopher Froome    | Sky              | 12     |
| 10 | Yury Trofimov         | Katusha          | 10     |
| 10 | Lieuwe Westra         | Astana           | 10     |

| Suite du classement (12-22) | Suite du classement (12-22) | Suite du classement (12-22) | Suite du classement (12-22) |
| --------------------------- | --------------------------- | --------------------------- | --------------------------- |
| #                           | Coureur                     | Équipe                      | Points                      |
| 12                          | Nikias Arndt                | Giant-Shimano               | 6                           |
| 12                          | Jan Bakelants               | Omega Pharma-Quick Step     | 6                           |
| 12                          | Simon Špilak                | Katusha                     | 6                           |
| 15                          | Kris Boeckmans              | Lotto-Belisol               | 4                           |
| 15                          | Jakob Fuglsang              | Astana                      | 4                           |
| 17                          | Pim Ligthart                | Lotto-Belisol               | 3                           |
| 18                          | Reinardt Janse van Rensburg | Giant-Shimano               | 2                           |
| 18                          | Bob Jungels                 | Trek Factory Racing         | 2                           |
| 18                          | Egor Silin                  | Katusha                     | 2                           |
| 18                          | Zdeněk Štybar               | Omega Pharma-Quick Step     | 2                           |
| 22                          | Davide Cimolai              | Lampre-Merida               | 1                           |
| 22                          | Daryl Impey                 | Orica-GreenEDGE             | 1                           |
| 22                          | Jens Keukeleire             | Orica-GreenEDGE             | 1                           |
| 22                          | Yannick Martinez            | Europcar                    | 1                           |
| 22                          | Lars Petter Nordhaug        | Belkin                      | 1                           |
| 22                          | Peter Velits                | BMC Racing                  | 1                           |

## Évolution des classements
Le classement général, dont le leader porte le maillot jaune à bande bleue, s'établit en additionnant les temps réalisés à chaque étape, puis en ôtant d'éventuelles bonifications (10, 6 et 4 s à l'arrivée des étapes en ligne). En cas d'égalité, les critères de départage, dans l'ordre, sont : centièmes de seconde enregistrés lors des contre-la-montre, addition des places obtenues lors de chaque étape, place obtenue lors de la dernière étape.
Le classement par points, dont le leader porte le maillot vert, est l'addition des points attribués à l'arrivée des étapes (15, 12, 10, 8, 6 points, puis en ôtant 1 pt par place jusqu'au 10e, qui reçoit donc 1 pt) et aux sprints intermédiaires (5, 3 et 1 pts). En cas d'égalité de points, les critères de départage, dans l'ordre, sont : nombre de victoires d'étape, nombre de sprints intermédiaires, classement général.
Le classement du meilleur grimpeur, dont le leader porte le maillot rouge à pois blancs, consiste en l'addition des points obtenus au sommet des ascensions Hors catégorie (20, 18, 16, 14, 12, 10, 8, 7, 6 et 5 pts), de 1re (15, 13, 11, 9, 8, 7, 6 et 5 pts), 2e (10, 9, 8, 7, 6 et 5 pts), 3e (4, 3, 2 et 1 pts) et 4e (3, 2 et 1 pts) catégorie. En cas d'égalité de points, les critères de départage, dans l'ordre, sont : nombre de premières places dans les ascensions Hors catégorie, de 1re, de 2e, de 3e, puis de 4e catégorie, classement général.
Le classement du meilleur jeune, dont le leader porte le maillot blanc, est le classement général des coureurs nés depuis le 1er janvier 1989.
Le classement par équipes de l'étape est l'addition des trois meilleurs temps individuels de chaque équipe. En cas d'égalité, les critères de départage, dans l'ordre, sont : addition des places des trois premiers coureurs des équipes concernées, place du meilleur coureur sur l'étape. Calculer le classement par équipes revient à additionner les classements par équipes de chaque étape. En cas d'égalité, les critères de départage, dans l'ordre, sont : nombre de premières places dans le classement par équipes du jour, nombre de deuxièmes places dans le classement par équipes du jour, etc., place au classement général du meilleur coureur des équipes concernées.
| Étape              | Vainqueur          | Classement général | Classement par points | Classement de la montagne | Classement du meilleur jeune | Classement par équipes |
| ------------------ | ------------------ | ------------------ | --------------------- | ------------------------- | ---------------------------- | ---------------------- |
| 1                  | Christopher Froome | Christopher Froome | Christopher Froome    | Vincenzo Nibali           | Bob Jungels                  | Sky                    |
| 2                  | Christopher Froome | Christopher Froome | Christopher Froome    | Kévin Réza                | Wilco Kelderman              | Astana                 |
| 3                  | Nikias Arndt       | Christopher Froome | Christopher Froome    | Kévin Réza                | Wilco Kelderman              | Astana                 |
| 4                  | Yury Trofimov      | Christopher Froome | Christopher Froome    | Kévin Réza                | Wilco Kelderman              | Astana                 |
| 5                  | Simon Špilak       | Christopher Froome | Christopher Froome    | Alessandro De Marchi      | Wilco Kelderman              | Astana                 |
| 6                  | Jan Bakelants      | Christopher Froome | Christopher Froome    | Alessandro De Marchi      | Wilco Kelderman              | Astana                 |
| 7                  | Lieuwe Westra      | Alberto Contador   | Christopher Froome    | Alessandro De Marchi      | Wilco Kelderman              | Astana                 |
| 8                  | Mikel Nieve        | Andrew Talansky    | Christopher Froome    | Alessandro De Marchi      | Wilco Kelderman              | Astana                 |
| Classements finals | Classements finals | Andrew Talansky    | Christopher Froome    | Alessandro De Marchi      | Wilco Kelderman              | Astana                 |

## Liste des participants
- Liste de départ complète

| Légende | Légende                                                                                                  | Légende | Légende                                                                                         |
| ------- | --- | ------- | ----------------------------------------------------------------------------------------------- |
| Num     | Dossard de départ porté par le coureur sur ce Critérium du Dauphiné                                      | Pos     | Position finale au classement général                                                           |
|         | Indique le vainqueur du classement général                                                               |         | Indique le vainqueur du classement par points                                                   |
|         | Indique le vainqueur du classement de la montagne                                                        |         | Indique le vainqueur du classement du meilleur jeune                                            |
|         | Indique un maillot de champion national ou mondial, suivi de sa spécialité                               | #       | Indique la meilleure équipe                                                                     |
| NP      | Indique un coureur qui n'a pas pris le départ d'une étape, suivi du numéro de l'étape où il s'est retiré | AB      | Indique un coureur qui n'a pas terminé une étape, suivi du numéro de l'étape où il s'est retiré |
| HD      | Indique un coureur qui a terminé une étape hors des délais, suivi du numéro de l'étape                   | *       | Indique un coureur en lice pour le maillot blanc (coureurs nés après le 1er janvier 1989)       |

| Sky SKY | Sky SKY                  | Sky SKY |
| ------- | ------------------------ | ------- |
| Num     | Coureur                  | Pos     |
| 1       | Christopher Froome (GBR) | 12e     |
| 2       | Vasil Kiryienka (BLR)    | 117e    |
| 3       | David López García (ESP) | 31e     |
| 4       | Mikel Nieve (ESP)        | 8e      |
| 5       | Danny Pate (USA)         | 126e    |
| 6       | Richie Porte (AUS)       | 22e     |
| 7       | Geraint Thomas (GBR)     | 46e     |
| 8       | Xabier Zandio (ESP)      | 128e    |

| Astana # AST | Astana # AST              | Astana # AST |
| ------------ | ------------------------- | ------------ |
| Num          | Coureur                   | Pos          |
| 11           | Vincenzo Nibali (ITA)     | 7e           |
| 12           | Jakob Fuglsang (DEN)      | 10e          |
| 13           | Andriy Grivko (UKR)       | 66e          |
| 14           | Dmitriy Gruzdev (KAZ)     | 88e          |
| 15           | Tanel Kangert (EST) (Clm) | 17e          |
| 16           | Alessandro Vanotti (ITA)  | 103e         |
| 17           | Lieuwe Westra (NED) (Clm) | 29e          |
| 18           | Andrey Zeits (KAZ)        | 74e          |

| Tinkoff-Saxo TCS | Tinkoff-Saxo TCS               | Tinkoff-Saxo TCS |
| ---------------- | ------------------------------ | ---------------- |
| Num              | Coureur                        | Pos              |
| 21               | Alberto Contador (ESP)         | 2e               |
| 22               | Michael Valgren (DEN)*         | 106e             |
| 23               | Jesús Hernández Blázquez (ESP) | 40e              |
| 24               | Sérgio Paulinho (POR)          | HD-8             |
| 25               | Bruno Pires (POR)              | HD-8             |
| 26               | Nicki Sørensen (DEN)           | 102e             |
| 27               | Edward Beltrán (COL)*          | HD-8             |
| 28               | Rory Sutherland (AUS)          | 112e             |

| Cofidis COF | Cofidis COF                 | Cofidis COF |
| ----------- | --------------------------- | ----------- |
| Num         | Coureur                     | Pos         |
| 31          | Daniel Navarro (ESP)        | 9e          |
| 32          | Yoann Bagot (FRA)           | 32e         |
| 33          | Jérôme Coppel (FRA)         | AB-3        |
| 34          | Nicolas Edet (FRA)          | 42e         |
| 35          | Christophe Le Mével (FRA)   | 59e         |
| 36          | Luis Ángel Maté (ESP)       | 24e         |
| 37          | Julien Simon (FRA)          | 71e         |
| 38          | Rein Taaramäe (EST) (Route) | 119e        |

| Orica-GreenEDGE OGE | Orica-GreenEDGE OGE            | Orica-GreenEDGE OGE |
| ------------------- | ------------------------------ | ------------------- |
| Num                 | Coureur                        | Pos                 |
| 41                  | Simon Gerrans (AUS) (Route)    | 90e                 |
| 42                  | Leigh Howard (AUS)*            | NP-8                |
| 43                  | Damien Howson (AUS)*           | 93e                 |
| 44                  | Daryl Impey (RSA) (Clm)        | 89e                 |
| 45                  | Jens Keukeleire (BEL)          | 75e                 |
| 46                  | Christian Meier (CAN)          | 64e                 |
| 47                  | Ivan Santaromita (ITA) (Route) | AB-8                |
| 48                  | Adam Yates (GBR)*              | 6e                  |

| Movistar MOV | Movistar MOV              | Movistar MOV |
| ------------ | ------------------------- | ------------ |
| Num          | Coureur                   | Pos          |
| 51           | Igor Antón (ESP)          | 26e          |
| 52           | Imanol Erviti (ESP)       | 60e          |
| 53           | John Gadret (FRA)         | 15e          |
| 54           | José Iván Gutiérrez (ESP) | 78e          |
| 55           | Beñat Intxausti (ESP)     | NP-4         |
| 56           | Enrique Sanz (ESP)*       | 100e         |
| 57           | Sylwester Szmyd (POL)     | AB-7         |
| 58           | Giovanni Visconti (ITA)   | 54e          |

| AG2R La Mondiale ALM | AG2R La Mondiale ALM         | AG2R La Mondiale ALM |
| -------------------- | ---------------------------- | -------------------- |
| Num                  | Coureur                      | Pos                  |
| 61                   | Romain Bardet (FRA)*         | 5e                   |
| 62                   | Guillaume Bonnafond (FRA)    | 87e                  |
| 63                   | Maxime Bouet (FRA)           | 36e                  |
| 64                   | Mikaël Cherel (FRA)          | 21e                  |
| 65                   | Ben Gastauer (LUX)           | 44e                  |
| 66                   | Alexis Gougeard (FRA)*       | 116e                 |
| 67                   | Blel Kadri (FRA)             | 69e                  |
| 68                   | Jean-Christophe Péraud (FRA) | 37e                  |

| Europcar EUC | Europcar EUC                 | Europcar EUC |
| ------------ | ---------------------------- | ------------ |
| Num          | Coureur                      | Pos          |
| 71           | Thomas Voeckler (FRA)        | 30e          |
| 72           | Natnael Berhane (ERI)* (Clm) | 110e         |
| 73           | Jérôme Cousin (FRA)*         | AB-3         |
| 74           | Cyril Gautier (FRA)          | 41e          |
| 75           | Vincent Jérôme (FRA)         | AB-7         |
| 76           | Yannick Martinez (FRA)       | 101e         |
| 77           | Kévin Réza (FRA)             | 97e          |
| 78           | Romain Sicard (FRA)          | 49e          |

| Lotto-Belisol LTB | Lotto-Belisol LTB           | Lotto-Belisol LTB |
| ----------------- | --------------------------- | ----------------- |
| Num               | Coureur                     | Pos               |
| 81                | Jurgen Van den Broeck (BEL) | 3e                |
| 82                | Kris Boeckmans (BEL)        | 125e              |
| 83                | Stig Broeckx (BEL)*         | 107e              |
| 84                | Bart De Clercq (BEL)        | 35e               |
| 85                | Tony Gallopin (FRA)         | 27e               |
| 86                | Pim Ligthart (NED)          | 73e               |
| 87                | Jürgen Roelandts (BEL)      | AB-7              |
| 88                | Frederik Willems (BEL)      | AB-8              |

| IAM | IAM                               | IAM  |
| --- | --------------------------------- | ---- |
| Num | Coureur                           | Pos  |
| 91  | Sylvain Chavanel (FRA) (Clm)      | AB-8 |
| 92  | Matthias Brändle (AUT)* (Clm)     | 94e  |
| 93  | Stefan Denifl (AUT)               | AB-6 |
| 94  | Sébastien Hinault (FRA)           | 109e |
| 95  | Gustav Larsson (SWE) (Clm)        | 39e  |
| 96  | Jérôme Pineau (FRA)               | AB-5 |
| 97  | Sébastien Reichenbach (SUI)*      | 14e  |
| 98  | Aleksejs Saramotins (LAT) (Route) | 104e |

| Cannondale CAN | Cannondale CAN             | Cannondale CAN |
| -------------- | -------------------------- | -------------- |
| Num            | Coureur                    | Pos            |
| 101            | Kristjan Koren (SLO)       | 51e            |
| 102            | George Bennett (NZL)*      | 53e            |
| 103            | Maciej Bodnar (POL) (Clm)  | 95e            |
| 104            | Damiano Caruso (ITA)       | NP-7           |
| 105            | Alessandro De Marchi (ITA) | 76e            |
| 106            | Marco Marcato (ITA)        | 96e            |
| 107            | Jean-Marc Marino (FRA)     | 108e           |
| 108            | Cayetano Sarmiento (COL)   | AB-5           |

| Trek Factory Racing TFR | Trek Factory Racing TFR        | Trek Factory Racing TFR |
| ----------------------- | ------------------------------ | ----------------------- |
| Num                     | Coureur                        | Pos                     |
| 111                     | Bob Jungels (LUX)* (Route/Clm) | 86e                     |
| 112                     | Fumiyuki Beppu (JPN)           | AB-5                    |
| 113                     | Markel Irizar (ESP)            | 77e                     |
| 114                     | Giacomo Nizzolo (ITA)*         | AB-3                    |
| 115                     | Yaroslav Popovych (UKR)        | 105e                    |
| 116                     | Hayden Roulston (NZL) (Route)  | AB-5                    |
| 117                     | Jens Voigt (GER)               | 65e                     |
| 118                     | Haimar Zubeldia (ESP)          | 28e                     |

| BMC Racing BMC | BMC Racing BMC             | BMC Racing BMC |
| -------------- | -------------------------- | -------------- |
| Num            | Coureur                    | Pos            |
| 121            | Tejay van Garderen (USA)   | 13e            |
| 122            | Darwin Atapuma (COL)       | 18e            |
| 123            | Thor Hushovd (NOR) (Route) | NP-4           |
| 124            | Amaël Moinard (FRA)        | 43e            |
| 125            | Dominik Nerz (GER)*        | AB-5           |
| 126            | Peter Stetina (USA)        | 48e            |
| 127            | Greg Van Avermaet (BEL)    | 45e            |
| 128            | Peter Velits (SVK) (Clm)   | 47e            |

| Katusha KAT | Katusha KAT              | Katusha KAT |
| ----------- | ------------------------ | ----------- |
| Num         | Coureur                  | Pos         |
| 131         | Daniel Moreno (ESP)      | 19e         |
| 132         | Dmitry Kozontchuk (RUS)  | 81e         |
| 133         | Alexander Rybakov (RUS)  | 63e         |
| 134         | Egor Silin (RUS)         | 33e         |
| 135         | Simon Špilak (SLO)       | 85e         |
| 136         | Alexey Tsatevitch (RUS)* | 124e        |
| 137         | Yury Trofimov (RUS)      | 16e         |
| 138         | Anton Vorobyev (RUS)*    | HD-8        |

| Omega Pharma-Quick Step OPQ | Omega Pharma-Quick Step OPQ       | Omega Pharma-Quick Step OPQ |
| --------------------------- | --------------------------------- | --------------------------- |
| Num                         | Coureur                           | Pos                         |
| 141                         | Michał Kwiatkowski (POL)* (Route) | NP-7                        |
| 142                         | Julian Alaphilippe (FRA)*         | 57e                         |
| 143                         | Jan Bakelants (BEL)               | 20e                         |
| 144                         | Kevin De Weert (BEL)              | 55e                         |
| 145                         | Michał Gołaś (POL)                | 70e                         |
| 146                         | Gianni Meersman (BEL)             | AB-4                        |
| 147                         | Zdeněk Štybar (CZE)               | 82e                         |
| 148                         | Carlos Verona (ESP)*              | 50e                         |

| FDJ.fr FDJ | FDJ.fr FDJ                  | FDJ.fr FDJ |
| ---------- | --------------------------- | ---------- |
| Num        | Coureur                     | Pos        |
| 151        | Kenny Elissonde (FRA)*      | 38e        |
| 152        | William Bonnet (FRA)        | AB-6       |
| 153        | David Boucher (FRA)         | HD-2       |
| 154        | Mickaël Delage (FRA)        | 121e       |
| 155        | Arnaud Démare (FRA)*        | HD-8       |
| 156        | Pierrick Fédrigo (FRA)      | 79e        |
| 157        | Yoann Offredo (FRA)         | NP-7       |
| 158        | Arthur Vichot (FRA) (Route) | 61e        |

| Garmin-Sharp GRS | Garmin-Sharp GRS           | Garmin-Sharp GRS |
| ---------------- | -------------------------- | ---------------- |
| Num              | Coureur                    | Pos              |
| 161              | Ryder Hesjedal (CAN)       | 25e              |
| 162              | Jack Bauer (NZL)           | 123e             |
| 163              | Alex Howes (USA)           | 56e              |
| 164              | Sebastian Langeveld (NED)  | 118e             |
| 165              | David Millar (GBR)         | AB-8             |
| 166              | Lachlan Morton (AUS)*      | AB-4             |
| 167              | Ramūnas Navardauskas (LTU) | 114e             |
| 168              | Andrew Talansky (USA)      | 1er              |

| Giant-Shimano GIA | Giant-Shimano GIA                  | Giant-Shimano GIA |
| ----------------- | ---------------------------------- | ----------------- |
| Num               | Coureur                            | Pos               |
| 171               | Thomas Damuseau (FRA)*             | 62e               |
| 172               | Nikias Arndt (GER)*                | 91e               |
| 173               | Dries Devenyns (BEL)               | 122e              |
| 174               | Johannes Fröhlinger (GER)          | 98e               |
| 175               | Chad Haga (USA)                    | 80e               |
| 176               | Thierry Hupond (FRA)               | AB-7              |
| 177               | Reinardt Janse van Rensburg (RSA)* | AB-7              |
| 178               | Daan Olivier (NED)*                | NP-4              |

| Lampre-Merida LAM | Lampre-Merida LAM       | Lampre-Merida LAM |
| ----------------- | ----------------------- | ----------------- |
| Num               | Coureur                 | Pos               |
| 181               | Damiano Cunego (ITA)    | 72e               |
| 182               | Winner Anacona (COL)    | AB-5              |
| 183               | Davide Cimolai (ITA)*   | 120e              |
| 184               | Valerio Conti (ITA)*    | 67e               |
| 185               | Kristijan Đurasek (CRO) | 34e               |
| 186               | Elia Favilli (ITA)*     | 58e               |
| 187               | Filippo Pozzato (ITA)   | AB-8              |
| 188               | Luca Wackermann (ITA)*  | AB-6              |

| Belkin BEL | Belkin BEL                 | Belkin BEL |
| ---------- | -------------------------- | ---------- |
| Num        | Coureur                    | Pos        |
| 191        | Wilco Kelderman (NED)*     | 4e         |
| 192        | Jack Bobridge (AUS)*       | NP-7       |
| 193        | Lars Boom (NED)            | AB-8       |
| 194        | Jonathan Hivert (FRA)      | 127e       |
| 195        | Martijn Keizer (NED)       | 84e        |
| 196        | Lars Petter Nordhaug (NOR) | 52e        |
| 197        | Bram Tankink (NED)         | 68e        |
| 198        | Nick van der Lijke (NED)*  | 92e        |

| NetApp-Endura TNE | NetApp-Endura TNE           | NetApp-Endura TNE |
| ----------------- | --------------------------- | ----------------- |
| Num               | Coureur                     | Pos               |
| 201               | Leopold König (CZE)         | 11e               |
| 202               | Jan Bárta (CZE) (Route/Clm) | 83e               |
| 203               | Cesare Benedetti (ITA)      | 99e               |
| 204               | Bartosz Huzarski (POL)      | 23e               |
| 205               | Ralf Matzka (GER)*          | 111e              |
| 206               | František Padour (CZE)      | HD-8              |
| 207               | Daniel Schorn (AUT)         | 113e              |
| 208               | Scott Thwaites (GBR)*       | 115e              |